# Eleições presidenciais portuguesas de 2016
As nonas eleições presidenciais portuguesas desde a Revolução dos Cravos tiveram lugar a 24 de janeiro de 2016 e decidiram o sucessor do presidente Aníbal Cavaco Silva, constitucionalmente impossibilitado de se recandidatar a um terceiro mandato consecutivo.
O presidente da República eleito, Marcelo Rebelo de Sousa, é o vigésimo desde a Implantação da República, e o sétimo desde o 25 de Abril — destes, o quinto democraticamente eleito.

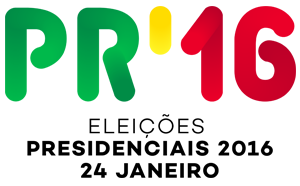
Logotipo oficial da eleição.

A campanha eleitoral decorreu entre os dias 10 e 22 de janeiro de 2016.

## Processo legal
Qualquer cidadão de nacionalidade originariamente portuguesa, no pleno uso dos seus direitos de cidadania e maior de 35 anos de idade, tem oportunidade de concorrer à Presidência. Para tal, deve reunir entre 7500 e 15 000 assinaturas (proposituras) de eleitores e apresentá-las no Tribunal Constitucional até 30 dias antes da data marcada para as eleições.
Segundo a Lei Eleitoral do Presidente da República — Decreto-Lei nº 319-A/76, de 3 de maio, a data das eleições, que deve recair nos 60 dias anteriores ao termo do mandato do Presidente cessante (a 9 de março), tem de ser marcada com a antecedência mínima de 60 dias (dois meses), o que, para estas eleições, foi feito a 19 de novembro de 2015, pelo Presidente cessante, Aníbal Cavaco Silva, para o dia 24 de janeiro de 2016.
De acordo com o critério da eleição, nos termos do art.º 10.º, o candidato necessita, para ser eleito, da maioria (50% mais um) dos votos validamente expressos. Caso nenhum candidato atinja esse valor na primeira volta, realizar-se-á uma segunda volta apenas entre os dois candidatos mais votados no 21.º dia posterior ao da realização da primeira volta, o que, nestas eleições, aconteceria a 14 de fevereiro de 2016.
A apresentação de candidaturas decorreu até 24 de dezembro de 2015, ou seja, até 30 dias (um mês) antes da data da realização das eleições presidenciais.
No dia 29 de dezembro de 2015, o Tribunal Constitucional aceitou as 10 candidaturas apresentadas, fazendo com que estas eleições tenham tido o maior número de candidatos de sempre em eleições presidenciais portuguesas.

## Contexto político
Aquando das eleições presidenciais de 2011, o Presidente Aníbal Cavaco Silva, candidato único do centro-direita, fora reeleito, tinha vencido o escrutínio logo na primeira volta, com 52,95% dos votos expressos. Tinha enfrentado os dois candidatos principais, Manuel Alegre, do Partido Socialista (então no poder), que ficou em segundo lugar (19,76%), e o independente Fernando Nobre, presidente da AMI, que ficou em terceiro lugar com 14,1% dos votos. Esta reeleição do Presidente em funções era esperada e estava em linha com os anteriores chefes do Estado, que cumpriram dois mandatos; permitiu também a continuação do período de “coabitação política” com o primeiro-ministro socialista, José Sócrates.
Esta coabitação duraria, no entanto, pouco mais tempo, já que o governo viria a apresentar a demissão na sequência da rejeição do PEC IV na Assembleia da República e consequente resgate financeiro a Portugal pela chamada troika (FMI, BCE e Comissão Europeia).
Consequentemente, as eleições legislativas de 5 de junho de 2011 deram a vitória ao PPD/PSD de Pedro Passos Coelho, que viria a formar governo em coligação com o CDS-PP, de Paulo Portas, inaugurando um período de Presidente e governo da mesma cor política. A situação de crise económica e financeira que o país vive conduziu à adoção de um plano de austeridade orçamental e à intervenção mais frequente do chefe de Estado na vida política, de modo a promover o acordo entre os partidos políticos do país, nomeadamente na crise política do verão de 2013, após a demissão de Paulo Portas, em que o Presidente procurou que os três partidos subscritores do memorando da troika (PPD/PSD, CDS-PP e PS) formassem um governo de unidade nacional. Inutilizado esse esforço, o governo de Passos Coelho e Paulo Portas continuou o seu mandato, tornando-se a primeira coligação a cumprir o mandato integral no regime democrático português.
Em 2015, realizaram-se eleições legislativas a 4 de outubro, num período em que o Presidente Aníbal Cavaco Silva estava já com poderes diminuídos, nomeadamente o de dissolução da Assembleia da República, quer por estar no último semestre do seu mandato presidencial quer por a Assembleia estar no primeiro semestre da legislatura. A coligação PPD/PSD - CDS-PP foi a mais votada, mas conseguiu apenas uma maioria relativa, o que inviabilizou a continuação de Passos Coelho no cargo de primeiro-ministro, depois da rejeição do programa do seu governo na Assembleia da República por toda a oposição. Em alternativa, o PS, de António Costa, conseguiu entendimentos com os partidos à sua esquerda (PCP, BE e PEV), para que estes formassem uma maioria parlamentar de apoio ao seu governo. Relutantemente, o Presidente, dando mostras de insatisfação com a solução obtida e após uma longa ronda de audiências, deu posse ao governo de António Costa, inaugurando um curto período de coabitação política que duraria até 9 de março de 2016, data de tomada de posse do novo Presidente saído das eleições presidenciais de 24 de janeiro, às quais Cavaco Silva, tendo atingido o limite de dois mandatos consecutivos, não pôde candidatar-se.
A campanha eleitoral ficou marcada pelo falecimento de António de Almeida Santos, a 18 de janeiro. Em consequência, a candidata Maria de Belém suspendeu as ações de campanha nos dias 19 e 20 de janeiro (incluindo a participação no debate televisivo de dia 19), pois Almeida Santos era seu apoiante declarado. Já Marcelo Rebelo de Sousa, Sampaio da Nóvoa e Cândido Ferreira cancelaram as ações de campanha previstas para a tarde do dia 19 de janeiro e até à realização do funeral de Almeida Santos, a 20 de janeiro, pelas 13h00.

## Candidatos

### Candidaturas admitidas
(por ordem do sorteio realizado no Tribunal Constitucional)
|  | Independente. Empresário; militante e ex-deputado do Partido Socialista (1995–99). e colaborador n’O Diabo, semanário de direita. Assinaturas recolhidas: 7950. Data de formalização: 11 de dezembro de 2015.                  |
|  | Independente (ver apoios). Antigo reitor da Universidade de Lisboa (2006–13). Assinaturas recolhidas: 13 000. Data de formalização: 22 de dezembro de 2015.                                                                    |
|  | Independente. Médico e antigo presidente da Federação Distrital de Leiria do PS. Assinaturas recolhidas: 8300. Data de formalização: 23 de dezembro de 2015.                                                                   |
|  | Partido Comunista Português. Deputado do Partido Comunista Português na Assembleia Legislativa da Madeira. Assinaturas recolhidas: 15 000. Data de formalização: 7 de dezembro de 2015.                                        |
|  | Independente. Psicólogo, investigador, orador motivacional e professor universitário. Assinaturas recolhidas: 9100. Data de formalização: 22 de dezembro de 2015.                                                              |
|  | Independente. Calceteiro e antigo presidente da Junta de Freguesia de Rans. Assinaturas recolhidas: 8118. Data de formalização: 23 de dezembro de 2015.                                                                        |
|  | B.E. e MAS. Socióloga, eurodeputada pelo BE e vice-presidente do Partido da Esquerda Europeia. Assinaturas recolhidas: 12 000. Data de formalização: 17 de dezembro de 2015.                                                   |
|  | Independente. Jurista, antiga ministra da Saúde (1995–99) e da Igualdade (1999–2000) e antiga presidente do Partido Socialista (2011–14). Assinaturas recolhidas: 9200. Data de formalização: 22 de dezembro de 2015.          |
|  | PPD/PSD, CDS-PP e PPM. Jurista, professor universitário, analista político e antigo presidente do PSD (1996–99). Assinaturas recolhidas: 15 000. Data de formalização: 23 de dezembro de 2015.                                 |
|  | Independente. Vice-presidente da TIAC – Transparência e Integridade, Associação Cívica e ex-vice-presidente da Câmara Municipal do Porto (2002–05). Assinaturas recolhidas: 8000. Data de formalização: 1 de dezembro de 2015. |

### Candidaturas não concretizadas
(candidaturas que, uma vez anunciadas, foram retiradas pelo próprio candidato antes de serem formalizadas junto do TC)
|  | Candidato do PTP à Câmara Municipal de Vila Nova de Gaia em 2013. Desistiu da candidatura pela dificuldade em recolher assinaturas e para se focar nas eleições autárquicas de 2017.                                                                                       |
|  | Professor universitário, candidato do CDS-PP à Câmara Municipal de Oeiras em 2013 e antigo Presidente da Junta de Freguesia de Cruz Quebrada - Dafundo (2009–13). Desistiu da candidatura para apoiar Marcelo Rebelo de Sousa.                                             |
|  | Antigo militante do CDS-PP e candidato do PTP à Câmara Municipal de Matosinhos em 2013. Foi cabeça-de-lista do PURP por Viana do Castelo nas eleições legislativas de 2015. Desistiu da candidatura por motivos de saúde, tendo declarado apoio a Marcelo Rebelo de Sousa. |
|  | Ex-militar da Força Aérea. Desistiu da candidatura para apoiar Paulo Morais. |
|  | Açoriana, professora na Universidade dos Açores e antiga Diretora Regional das Comunidades (2010–12). Desistiu da candidatura pelo facto de as assinaturas terem sido destruídas no temporal de 14 de dezembro nos Açores.                                                 |
|  | Advogado. Desistiu da candidatura por não ter conseguido reunir as 7500 assinaturas necessárias à sua formalização. |
|  | Funcionário bancário. Desistiu da candidatura por não ter conseguido reunir as 7500 assinaturas necessárias à sua formalização. |
|  | Advogado, militante do PSD e candidato à liderança do partido em 2010. Desistiu da candidatura por motivos profissionais, tendo declarado apoio a Marcelo Rebelo de Sousa.                                                                                                 |
|  | PAN. Historiadora e escritora. Desistiu da candidatura por não ter conseguido reunir as 7500 assinaturas necessárias à sua formalização. |
|  | Vocalista da banda Ena Pá 2000 e candidato anunciado às eleições presidenciais de 2011. Desistiu da candidatura por não ter conseguido reunir as 7500 assinaturas necessárias à sua formalização, tendo declarado apoio a Sampaio da Nóvoa.                                |
|  | Militante do PCTP/MRPP e seu candidato à Câmara Municipal da Póvoa de Varzim em 2013. Poeta, escritor e cronista. Desistiu da candidatura por não ter conseguido reunir as 7500 assinaturas necessárias à sua formalização, tendo declarado apoio a Marisa Matias.         |
|  | Fundador e antigo presidente do Pessoas-Animais-Natureza (PAN). Desistiu da candidatura por não ter conseguido reunir as 7500 assinaturas necessárias à sua formalização.                                                                                                  |

## Debates
O artigo 7.º da lei da cobertura eleitoral estabelece que «no período eleitoral os debates entre candidaturas promovidos pelos órgãos de comunicação social obedecem ao princípio da liberdade editorial e de autonomia de programação, devendo ter em conta a representatividade política e social das candidaturas concorrentes».
Os debates decorreram em três modelos diferentes:
- Entre 1 e 9 de janeiro, houve vinte e um frente-a-frente televisivos, de cerca de trinta minutos, entre os sete candidatos mais destacados nas sondagens (Marcelo R. Sousa, Maria de Belém Roseira, Sampaio da Nóvoa, Marisa Matias, Edgar Silva, Henrique Neto e Paulo Morais) e transmitidos entre os canais RTP1, RTP3, SIC, SIC Notícias, TVI e TVI24.

- A 1, 5 e 7 de janeiro, houve três debates, de quarenta e cinco minutos, entre cada um dos três principais candidatos (Marcelo R. de Sousa, Sampaio da Nóvoa e Maria de Belém) e dois dos candidatos que não participaram nos debates a dois (Jorge Sequeira e Vitorino Silva), que foram transmitidos entre TVI24, SIC Notícias e RTP1/RTP3. Cândido Ferreira não participou, aparecendo apenas no início do primeiro destes debates para ler um comunicado em que se pronunciava contra as diferenças de tratamento entre os candidatos.[72]

- Houve dois debates entre os dez candidatos: um radiofónico, de duas horas, a 4 de janeiro, na Antena 1; outro televisivo, a 19 de janeiro, na TVI.

| Data          | Hora          | Intervenientes                                              | Moderador(es)                   | Canal        | Audiências            | Hiperligações |
| ------------- | ------------- | ----------------------------------------------------------- | ------------------------------- | ------------ | --------------------- | ------------- |
| 1 de janeiro  | 20:35 - 21:00 | Sampaio da Nóvoa e Marisa Matias                            | José Rodrigues dos Santos       | RTP1         | 602 300               | Vídeo         |
| 1 de janeiro  | 21:30 - 22:00 | Maria de Belém e Paulo Morais                               |                                 | SIC Notícias | 103 500               | Vídeo         |
| 1 de janeiro  | 22:00 - 22:30 | Henrique Neto e Edgar Silva                                 | Paulo Magalhães                 | TVI24        |                       | Vídeo         |
| 1 de janeiro  | 23:30 - 00:15 | Marcelo Rebelo de Sousa, Vitorino Silva e Jorge Sequeira(a) | Paulo Magalhães                 | TVI24        | 89 300                | Vídeo         |
| 2 de janeiro  | 20:40 - 21:05 | Sampaio da Nóvoa e Henrique Neto                            | José Rodrigues dos Santos       | RTP1         | 486 300               | Vídeo         |
| 2 de janeiro  | 21:30 - 22:00 | Marisa Matias e Paulo Morais                                | Paulo Magalhães                 | TVI24        |                       | Vídeo         |
| 2 de janeiro  | 22:00 - 22:30 | Maria de Belém e Edgar Silva                                | Anselmo Crespo                  | SIC Notícias |                       | Vídeo         |
| 3 de janeiro  | 20:40 - 21:05 | Edgar Silva e Paulo Morais                                  | José Rodrigues dos Santos       | RTP1         | 541 800               | Vídeo         |
| 3 de janeiro  | 21:30 - 22:00 | Marcelo Rebelo de Sousa e Henrique Neto                     | Anselmo Crespo                  | SIC Notícias | 166 500               | Vídeo         |
| 3 de janeiro  | 22:00 - 22:30 | Maria de Belém e Marisa Matias                              | Paulo Magalhães                 | TVI24        | 22 100                | Vídeo         |
| 4 de janeiro  | 10:10 - 12:00 | Todos os candidatos (debate na rádio)                       | Maria Flor Pedroso              | Antena 1     |                       | Vídeo/Som     |
| 4 de janeiro  | 20:40 - 21:05 | Maria de Belém e Henrique Neto                              | João Adelino Faria              | RTP1         | 691 900 a 713 000     | Vídeo         |
| 4 de janeiro  | 21:30 - 22:00 | Marcelo Rebelo de Sousa e Marisa Matias                     | Anselmo Crespo                  | SIC Notícias |                       | Vídeo         |
| 4 de janeiro  | 22:00 - 22:30 | Sampaio da Nóvoa e Edgar Silva                              | Paulo Magalhães                 | TVI24        |                       | Vídeo         |
| 5 de janeiro  | 20:40 - 21:05 | Marcelo Rebelo de Sousa e Edgar Silva                       | João Adelino Faria              | RTP1         | 713 400 a 736 700     | Vídeo         |
| 5 de janeiro  | 21:30 - 22:00 | Henrique Neto e Marisa Matias                               | Anselmo Crespo                  | SIC Notícias |                       | Vídeo         |
| 5 de janeiro  | 22:00 - 22:30 | Sampaio da Nóvoa e Paulo Morais                             | Paulo Magalhães                 | TVI24        |                       | Vídeo         |
| 5 de janeiro  | 23:00 - 23:45 | Sampaio da Nóvoa, Vitorino Silva e Jorge Sequeira(b)        | Anselmo Crespo                  | SIC Notícias |                       | Vídeo         |
| 6 de janeiro  | 20:40 - 21:10 | Marisa Matias e Edgar Silva                                 | João Adelino Faria              | RTP1         |                       | Vídeo         |
| 6 de janeiro  | 21:45 - 22:15 | Marcelo Rebelo de Sousa e Paulo Morais                      | Paulo Magalhães                 | TVI24        |                       | Vídeo         |
| 6 de janeiro  | 23:30 - 24:00 | Henrique Neto e Paulo Morais                                | Anselmo Crespo                  | SIC Notícias |                       | Vídeo         |
| 7 de janeiro  | 20:50 - 21:30 | Marcelo Rebelo de Sousa e Sampaio da Nóvoa                  | Clara de Sousa                  | SIC          | 1 326 000 a 1 328 000 | Vídeo         |
| 7 de janeiro  | 20:40 - 21:25 | Maria de Belém, Vitorino Silva e Jorge Sequeira(b)          | João Adelino Faria              | RTP1         | 670 800               | Vídeo         |
| 8 de janeiro  | 20:40 - 21:25 | Marcelo Rebelo de Sousa e Maria de Belém                    | João Adelino Faria              | RTP1         | 850 800 a 889 000     | Vídeo         |
| 9 de janeiro  | 20:45 - 21:30 | Sampaio da Nóvoa e Maria de Belém                           | Judite Sousa                    | TVI          | 1 064 300             | Vídeo         |
| 19 de janeiro | 21:00 - 23:00 | Todos, exceto Maria de Belém (debate na televisão)(c)       | Carlos Daniel e Vítor Gonçalves | RTP1         |                       | Vídeo 1+2     |

Notas:
↑(a)  Cândido Ferreira saiu do estúdio logo no início, depois de ler uma intervenção escrita a criticar as “discriminação” de tratamento das candidaturas.
↑(b)  Cândido Ferreira foi convidado para o debate, mas não participou.
↑(c)  Maria de Belém Roseira foi convidada para o debate, mas não participou por causa do falecimento, no dia anterior, de António de Almeida Santos, seu apoiante na campanha.

## Orçamentos de campanha
O valor estabelecido para as subvenções a atribuir aos candidatos na 1.ª volta é de 4 192 200 Euros (10 mil vezes o valor do Indexante de Apoios Sociais);  20% são distribuídos igualmente pelos candidatos que obtenham pelo menos 5% dos votos e os restantes 80% são distribuídos na proporção dos resultados eleitorais obtidos.
| Candidato                | Votação obtida | Subvenções (€) | Subvenções (€)  | Subvenções (€) | Despesas previstas (€)(d) | Percentagem das despesas % |
| Candidato                | Votação obtida | Calculadas     | Orçamentadas(d) | Saldo          | Despesas previstas (€)(d) | Percentagem das despesas % |
| ------------------------ | -------------- | -------------- | --------------- | -------------- | ------------------------- | -------------------------- |
| Edgar Silva              |                |                | 377 750,00      |                | 750 000,00                | 22,4%                      |
| António Sampaio da Nóvoa |                |                | 798 000,00      |                | 742 000,00                | 22,1%                      |
| Maria de Belém Roseira   |                |                | 790 656,00      |                | 650 000,00                | 19,4%                      |
| Marisa Matias            |                |                | 308 659,50      |                | 454 659,50                | 13,6%                      |
| Henrique Neto            |                |                | 199 000,00      |                | 275 000,00                | 8,2%                       |
| Marcelo Rebelo de Sousa  |                |                | 90 000,00       |                | 157 000,00                | 4,7%                       |
| Jorge Sequeira           |                |                | 0               |                | 123 500,00                | 3,7%                       |
| Paulo de Morais          |                |                | 61 000,00       |                | 93 000,00                 | 2,8%                       |
| Cândido Ferreira         |                |                | 0               |                | 60 000,00                 | 1,8%                       |
| Vitorino Silva           |                |                | 0               |                | 50 000,00                 | 1,5%                       |
| Total                    | 100%           | 4 192 200      | 2 625 065,50    |                | 3 355 159,50              | 100%                       |

Nota:
↑(d) Tribunal Constitucional - Orçamentos de Campanha

## Sondagens
| Instituto      | Data         | Amostra | Margem de erro |                                          |                               |                             |                         |                 |                      |                    |                     |                     |                       | Outros/ Indecisos |
| -------------- | ------------ | ------- | -------------- | ---------------------------------------- | ----------------------------- | --------------------------- | ----------------------- | --------------- | -------------------- | ------------------ | ------------------- | ------------------- | --------------------- | ----------------- |
| Instituto      | Data         | Amostra | Margem de erro |                                          |                               |                             |                         |                 |                      |                    |                     |                     |                       | Outros/ Indecisos |
| Instituto      | Data         | Amostra | Margem de erro | Marcelo R. de Sousa PPD/PSD, CDS-PP, PPM | António Sampaio da Nóvoa Ind. | Maria de Belém Roseira Ind. | Marisa Matias B.E., MAS | Edgar Silva PCP | Paulo de Morais Ind. | Henrique Neto Ind. | Vitorino Silva Ind. | Jorge Sequeira Ind. | Cândido Ferreira Ind. | Outros/ Indecisos |
| Aximage        | 16–20 jan    | 1 301   | ±2,7           | 51,5                                     | 22,6                          | 9,0                         | 6,6                     | 5,2             | 2,3                  | 0,8                | 1,8                 | 0,1                 | 0,1                   | —                 |
| Univ. Católica | 16–17 jan    | 3 340   | ±1,7           | 52,0                                     | 22,0                          | 8,0                         | 8,0                     | 3,0             | 3,0                  | 1,0                | 2,0                 | <1,0                | <1,0                  | 18,0              |
| Eurosondagem   | 14–19 jan    | 2 025   | ±2,18          | 55,0                                     | 19,0                          | 13,3                        | 5,3                     | 3,7             | 2,2                  | 1,1                | 0,2                 | 0,1                 | 0,1                   | 16,1              |
| Intercampus    | 14–20 jan    | 1 043   | ±3,0           | 51,8                                     | 16,9                          | 10,1                        | 7,9                     | 4,6             | 2,9                  | 2,3                | 2,5                 | 0,6                 | 0,5                   | 14,3              |
| Eurosondagem   | 7–13 jan     | 1 516   | ±2,52          | 54,8                                     | 16,8                          | 16,3                        | 4,8                     | 4,0             | 1,6                  | 1,1                |                     |                     |                       | 18,0              |
| Aximage        | 2–5 jan      | 602     |                | 52,9                                     | 16,9                          | 11,8                        | 2,8                     | 2,9             | 2,9                  | 1,0                |                     |                     |                       | 0,5               |
| 2016           |              |         |                |                                          |                               |                             |                         |                 |                      |                    |                     |                     |                       |                   |
| Eurosondagem   | 16–21 dez    | 1 515   | ±2,52          | 52,5                                     | 16,9                          | 18,1                        | 4,8                     | 4,7             | 1,7                  | 1,3                |                     |                     |                       | 14,2              |
| Univ. Católica | 5–6 dez      | 1 183   | ±2,9           | 62,0                                     | 15,0                          | 14,0                        | 3,0                     | 3,0             | 1,0                  | 1,0                |                     |                     |                       | 2,0               |
| Aximage        | 28 nov–2 dez | 605     | ±4,0           | 54,6                                     | 13,2                          | 13,4                        | 2,4                     | 1,9             | 1,1                  | 0,4                |                     |                     |                       | 13,0              |
| Eurosondagem   | 13–18 nov    | 1 510   | ±2,52          | 48,0                                     | 16,7                          | 18,9                        | 6,9                     | 5,2             | 1,1                  | 2,2                |                     |                     |                       | 21,4              |
| Aximage        | 31 out–4 nov | 603     | ±4,0           | 56,9                                     | 15,3                          | 13,1                        |                         | 2,1             |                      |                    |                     |                     |                       | 12,6              |
| Intercampus    | 23–30 set    | 1 013   | ±3,1           | 49,3                                     | 10,1                          | 17,0                        |                         |                 |                      | 1,4                |                     |                     |                       | 41,2              |
| 2015           |              |         |                |                                          |                               |                             |                         |                 |                      |                    |                     |                     |                       |                   |

## Resultados oficiais
| Candidato               | Candidato                | Partidos apoiantes      | 1.ª Volta | 1.ª Volta       |
| Candidato               | Candidato                | Partidos apoiantes      | Votos     | %               |
| ----------------------- | ------------------------ | ----------------------- | --------- | --------------- |
|                         | Marcelo Rebelo de Sousa  | PPD/PSD, CDS-PP, PPM    | 2 413 956 | 52,00 / 100,00  |
|                         | António Sampaio da Nóvoa | PCTP/MRPP, LIVRE        | 1 062 138 | 22,88 / 100,00  |
|                         | Marisa Matias            | B.E., MAS               | 469 814   | 10,12 / 100,00  |
|                         | Maria de Belém Roseira   | Independente            | 196 765   | 4,24 / 100,00   |
|                         | Edgar Silva              | PCP                     | 183 051   | 3,94 / 100,00   |
|                         | Vitorino Silva           | Independente            | 152 374   | 3,28 / 100,00   |
|                         | Paulo de Morais          | Independente            | 100 191   | 2,16 / 100,00   |
|                         | Henrique Neto            | Independente            | 39 163    | 0,84 / 100,00   |
|                         | Jorge Sequeira           | Independente            | 13 954    | 0,30 / 100,00   |
|                         | Cândido Ferreira         | Independente            | 10 609    | 0,23 / 100,00   |
| Votos em branco         | Votos em branco          | Votos em branco         | 58 964    | 1,24 / 100,00   |
| Votos nulos             | Votos nulos              | Votos nulos             | 43 588    | 0,92 / 100,00   |
| Total                   | Total                    | Total                   | 4 744 597 | 100,00 / 100,00 |
| Eleitorado/Participação | Eleitorado/Participação  | Eleitorado/Participação | 9 751 398 | 48,66 / 100,00  |
| Fonte                   | Fonte                    | Fonte                   | [ 82 ]    | [ 82 ]          |

### Gráfico
| Gráfico dos resultados da primeira volta | Gráfico dos resultados da primeira volta | Gráfico dos resultados da primeira volta | Gráfico dos resultados da primeira volta | Gráfico dos resultados da primeira volta |
| ---------------------------------------- | ---------------------------------------- | ---------------------------------------- | ---------------------------------------- | ---------------------------------------- |
|                                          |                                          |                                          |                                          |                                          |
| Marcelo R. de Sousa                      | Marcelo R. de Sousa                      |                                          | 52,00%                                   | 52,00%                                   |
| Sampaio da Nóvoa                         | Sampaio da Nóvoa                         |                                          | 22,88%                                   | 22,88%                                   |
| Marisa Matias                            | Marisa Matias                            |                                          | 10,12%                                   | 10,12%                                   |
| Maria de Belém                           | Maria de Belém                           |                                          | 4,24%                                    | 4,24%                                    |
| Edgar Silva                              | Edgar Silva                              |                                          | 3,94%                                    | 3,94%                                    |
| Vitorino Silva                           | Vitorino Silva                           |                                          | 3,28%                                    | 3,28%                                    |
| Paulo de Morais                          | Paulo de Morais                          |                                          | 2,15%                                    | 2,15%                                    |
| Henrique Neto                            | Henrique Neto                            |                                          | 0,84%                                    | 0,84%                                    |
| Jorge Sequeira                           | Jorge Sequeira                           |                                          | 0,30%                                    | 0,30%                                    |
| Cândido Ferreira                         | Cândido Ferreira                         |                                          | 0,23%                                    | 0,23%                                    |
| Branco/Inválido                          | Branco/Inválido                          |                                          | 2,18%                                    | 2,18%                                    |
| Abstenção                                | Abstenção                                |                                          | 51,34%                                   | 51,34%                                   |

## Resultados por Círculos eleitorais (Tabela)
| Círculo eleitoral | %     | %     | %     | %    | %     | %    | %    | %    | %    | %    | Votantes  |
| Círculo eleitoral | MRS   | ASN   | MM    | MBR  | ES    | VS   | PM   | HN   | JS   | CF   | Votantes  |
| ----------------- | ----- | ----- | ----- | ---- | ----- | ---- | ---- | ---- | ---- | ---- | --------- |
| Açores            | 58,07 | 21,54 | 8,86  | 4,44 | 1,32  | 2,22 | 2,13 | 0,84 | 0,31 | 0,28 | 70 522    |
| Aveiro            | 59,42 | 18,56 | 9,22  | 4,08 | 1,58  | 4,08 | 3,86 | 0,75 | 0,31 | 0,22 | 325 975   |
| Beja              | 31,71 | 31,47 | 11,30 | 5,11 | 15,58 | 2,27 | 1,21 | 0,69 | 0,32 | 0,35 | 60 925    |
| Braga             | 58,96 | 20,03 | 8,37  | 3,94 | 1,85  | 3,61 | 1,74 | 0,78 | 0,50 | 0,21 | 422 082   |
| Bragança          | 61,91 | 19,65 | 7,28  | 4,60 | 1,20  | 2,71 | 1,34 | 0,77 | 0,26 | 0,28 | 59 686    |
| Castelo Branco    | 50,14 | 26,01 | 10,62 | 5,18 | 2,28  | 2,65 | 1,73 | 0,84 | 0,25 | 0,30 | 90 385    |
| Coimbra           | 50,19 | 23,22 | 13,91 | 4,56 | 2,23  | 2,65 | 1,91 | 0,77 | 0,19 | 0,37 | 192 171   |
| Évora             | 38,61 | 30,30 | 10,77 | 4,12 | 11,52 | 2,11 | 1,46 | 0,60 | 0,26 | 0,26 | 72 087    |
| Faro              | 47,62 | 23,83 | 13,78 | 4,40 | 3,55  | 2,67 | 2,96 | 0,71 | 0,24 | 0,24 | 164 669   |
| Guarda            | 58,53 | 21,62 | 8,78  | 4,31 | 1,40  | 2,93 | 1,23 | 0,67 | 0,25 | 0,28 | 73 741    |
| Leiria            | 61,07 | 17,02 | 9,48  | 3,16 | 2,01  | 2,97 | 1,98 | 1,64 | 0,21 | 0,47 | 212 683   |
| Lisboa            | 49,77 | 25,83 | 10,04 | 4,49 | 4,00  | 2,14 | 2,35 | 1,02 | 0,21 | 0,15 | 1 019 808 |
| Madeira           | 51,35 | 11,27 | 10,06 | 2,78 | 19,70 | 0,92 | 2,37 | 0,78 | 0,44 | 0,33 | 116 517   |
| Portalegre        | 42,88 | 30,57 | 10,05 | 4,52 | 7,13  | 2,30 | 1,19 | 0,58 | 0,23 | 0,53 | 49 860    |
| Porto             | 51,28 | 21,76 | 10,22 | 4,53 | 2,49  | 5,68 | 2,68 | 0,75 | 0,42 | 0,18 | 851 808   |
| Santarém          | 51,11 | 23,56 | 10,76 | 4,45 | 4,07  | 3,00 | 1,86 | 0,69 | 0,23 | 0,26 | 200 423   |
| Setúbal           | 37,89 | 29,71 | 12,97 | 4,26 | 9,50  | 2,32 | 2,30 | 0,64 | 0,24 | 0,18 | 364 466   |
| Viana do Castelo  | 57,03 | 22,92 | 7,64  | 3,30 | 1,58  | 3,81 | 2,38 | 0,80 | 0,29 | 0,25 | 114 170   |
| Vila Real         | 62,28 | 19,92 | 6,78  | 4,00 | 1,35  | 3,10 | 1,30 | 0,81 | 0,23 | 0,25 | 95 366    |
| Viseu             | 62,57 | 18,76 | 7,26  | 3,62 | 1,25  | 4,06 | 1,38 | 0,68 | 0,21 | 0,21 | 169 064   |
| Estrangeiro       | 57,30 | 19,11 | 8,32  | 4,37 | 3,90  | 1,07 | 3,29 | 1,68 | 0,47 | 0,49 | 14 150    |
| Portugal          | 52,00 | 22,88 | 10,12 | 4,24 | 3,95  | 3,28 | 2,16 | 0,84 | 0,30 | 0,23 | 4 740 558 |

## Resultados por Concelho

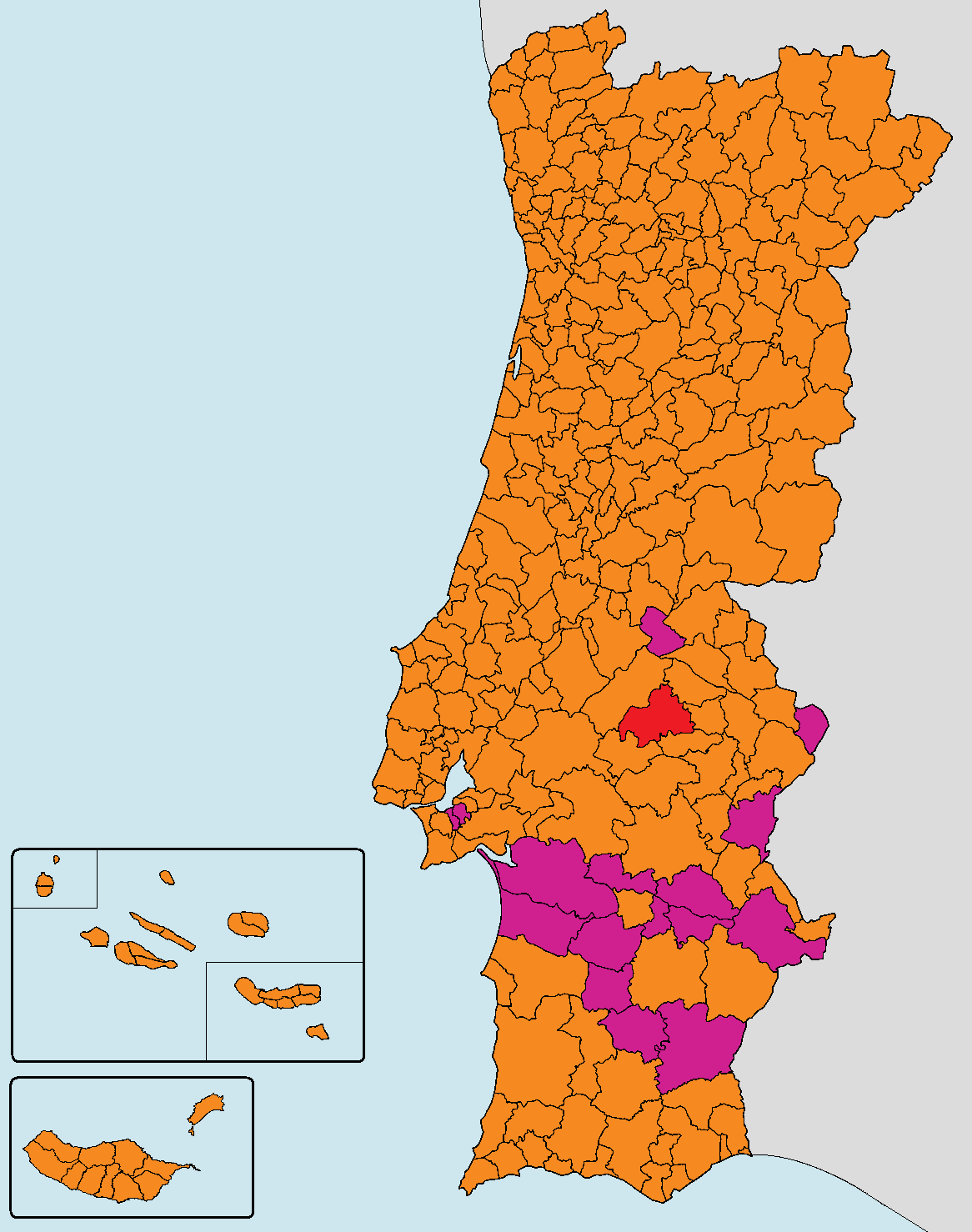
Mapa dos resultados da eleição presidencial de Portugal em 2016 por concelhos.

| Concelhos                   | %     | %     | %     | %     | %     | %     | %    | %    | %    | %    | Votantes  |
| Concelhos                   | MRS   | ASN   | MM    | MBR   | ES    | VS    | PM   | HN   | JS   | CF   | Votantes  |
| --------------------------- | ----- | ----- | ----- | ----- | ----- | ----- | ---- | ---- | ---- | ---- | --------- |
| Abrantes                    | 45,24 | 27,04 | 12,84 | 5,33  | 3,27  | 3,04  | 1,78 | 0,86 | 0,27 | 0,34 | 17 485    |
| Águeda                      | 62,55 | 19,22 | 7,64  | 3,69  | 1,40  | 2,88  | 1,58 | 0,62 | 0,24 | 0,16 | 21 388    |
| Aguiar da Beira             | 70,05 | 14,94 | 5,33  | 3,81  | 0,44  | 3,08  | 1,02 | 0,83 | 0,22 | 0,29 | 2 817     |
| Alandroal                   | 29,95 | 34,54 | 10,29 | 5,02  | 15,44 | 2,66  | 1,27 | 0,17 | 0,46 | 0,21 | 2 410     |
| Albergaria-a-Velha          | 63,96 | 16,08 | 8,38  | 3,73  | 1,39  | 3,39  | 1,84 | 0,66 | 0,29 | 0,28 | 10 922    |
| Albufeira                   | 52,45 | 20,50 | 13,15 | 4,22  | 2,49  | 3,37  | 2,76 | 0,61 | 0,24 | 0,21 | 13 292    |
| Alcácer do Sal              | 27,31 | 35,59 | 11,40 | 4,01  | 17,34 | 2,26  | 1,10 | 0,44 | 0,22 | 0,31 | 5 522     |
| Alcanena                    | 53,44 | 20,82 | 10,42 | 4,47  | 3,73  | 4,16  | 1,48 | 0,78 | 0,32 | 0,37 | 6 423     |
| Alcobaça                    | 59,66 | 17,69 | 9,73  | 3,63  | 1,68  | 3,59  | 2,13 | 1,30 | 0,24 | 0,36 | 26 314    |
| Alcochete                   | 42,00 | 28,51 | 11,52 | 3,84  | 8,35  | 2,41  | 2,12 | 0,77 | 0,29 | 0,18 | 7 736     |
| Alcoutim                    | 49,29 | 26,82 | 8,07  | 8,23  | 3,56  | 1,82  | 0,71 | 0,87 | 0,24 | 0,40 | 1 299     |
| Alenquer                    | 45,98 | 25,34 | 11,15 | 5,69  | 6,18  | 3,03  | 1,58 | 0,59 | 0,23 | 0,24 | 18 335    |
| Alfândega da Fé             | 56,58 | 18,90 | 8,01  | 10,74 | 1,48  | 2,85  | 0,65 | 0,38 | 0,08 | 0,34 | 2 714     |
| Alijó                       | 58,09 | 21,61 | 7,82  | 5,15  | 1,60  | 3,79  | 0,70 | 0,75 | 0,20 | 0,28 | 5 560     |
| Aljezur                     | 37,19 | 28,25 | 14,68 | 6,05  | 4,52  | 4,84  | 2,74 | 0,89 | 0,32 | 0,53 | 1 967     |
| Aljustrel                   | 19,97 | 38,24 | 10,18 | 3,44  | 24,20 | 2,24  | 0,62 | 0,65 | 0,21 | 0,25 | 4 394     |
| Almada                      | 39,64 | 30,75 | 12,10 | 4,13  | 7,93  | 1,92  | 2,47 | 0,71 | 0,22 | 0,13 | 76 677    |
| Almeida                     | 62,91 | 18,42 | 8,26  | 4,44  | 1,41  | 2,28  | 0,87 | 0,74 | 0,19 | 0,48 | 3 190     |
| Almeirim                    | 45,51 | 27,01 | 10,34 | 6,45  | 4,81  | 3,07  | 1,59 | 0,64 | 0,29 | 0,31 | 8 978     |
| Almodôvar                   | 37,58 | 33,54 | 12,25 | 7,01  | 4,48  | 2,46  | 1,11 | 0,97 | 0,35 | 0,45 | 2 947     |
| Alpiarça                    | 30,35 | 26,96 | 10,04 | 4,83  | 22,43 | 2,51  | 1,44 | 0,73 | 0,37 | 0,34 | 3 362     |
| Alter do Chão               | 42,84 | 32,31 | 8,93  | 3,26  | 7,79  | 2,13  | 1,47 | 0,80 | 0,27 | 0,20 | 1 529     |
| Alvaiázere                  | 76,03 | 9,49  | 5,96  | 3,14  | 0,65  | 2,85  | 0,73 | 0,85 | 0,09 | 0,21 | 3 495     |
| Alvito                      | 36,18 | 32,17 | 8,44  | 5,06  | 12,24 | 2,43  | 1,37 | 1,69 | 0,32 | 0,11 | 970       |
| Amadora                     | 44,38 | 29,16 | 11,02 | 5,35  | 4,73  | 2,10  | 2,09 | 0,79 | 0,23 | 0,16 | 74 602    |
| Amarante                    | 57,66 | 21,60 | 7,81  | 4,66  | 1,18  | 4,85  | 1,02 | 0,74 | 0,20 | 0,27 | 25 735    |
| Amares                      | 66,49 | 15,06 | 6,73  | 3,46  | 1,28  | 4,03  | 1,51 | 0,65 | 0,51 | 0,27 | 9 370     |
| Anadia                      | 68,18 | 14,10 | 8,28  | 3,41  | 0,99  | 2,39  | 1,34 | 0,86 | 0,20 | 0,25 | 13 727    |
| Angra do Heroísmo           | 59,14 | 22,00 | 7,32  | 4,86  | 1,16  | 1,81  | 2,39 | 0,86 | 0,24 | 0,23 | 11 345    |
| Ansião                      | 69,33 | 13,25 | 7,05  | 3,68  | 0,82  | 3,20  | 1,22 | 1,00 | 0,14 | 0,31 | 6 351     |
| Arcos de Valdevez           | 64,05 | 17,91 | 6,34  | 4,13  | 0,99  | 3,35  | 1,56 | 1,11 | 0,24 | 0,32 | 10 218    |
| Arganil                     | 58,80 | 20,03 | 9,30  | 5,15  | 1,21  | 3,28  | 1,16 | 0,53 | 0,26 | 0,28 | 5 615     |
| Armamar                     | 67,83 | 12,73 | 8,21  | 2,98  | 1,78  | 3,90  | 1,64 | 0,41 | 0,24 | 0,27 | 2 970     |
| Arouca                      | 69,32 | 12,33 | 6,61  | 2,70  | 0,55  | 6,13  | 1,15 | 0,73 | 0,27 | 0,21 | 10 922    |
| Arraiolos                   | 31,19 | 29,76 | 10,92 | 4,02  | 19,41 | 2,48  | 0,97 | 0,48 | 0,37 | 0,40 | 3 581     |
| Arronches                   | 50,95 | 29,28 | 6,84  | 3,88  | 4,11  | 1,90  | 1,06 | 1,14 | 0,23 | 0,61 | 1 348     |
| Arruda dos Vinhos           | 51,15 | 22,80 | 11,08 | 4,51  | 3,61  | 3,54  | 2,10 | 0,95 | 0,21 | 0,05 | 5 816     |
| Aveiro                      | 57,26 | 20,73 | 9,99  | 2,87  | 1,69  | 3,02  | 2,83 | 1,14 | 0,28 | 0,19 | 35 616    |
| Avis                        | 26,58 | 27,13 | 8,02  | 3,06  | 31,31 | 2,37  | 0,56 | 0,56 | 0,19 | 0,23 | 2 208     |
| Azambuja                    | 40,25 | 27,65 | 14,16 | 5,91  | 6,18  | 2,96  | 1,65 | 0,65 | 0,25 | 0,34 | 9 105     |
| Baião                       | 53,24 | 26,42 | 6,43  | 6,20  | 0,74  | 4,58  | 0,74 | 1,10 | 0,28 | 0,27 | 7 304     |
| Barcelos                    | 63,44 | 17,19 | 7,69  | 3,28  | 1,22  | 4,41  | 1,50 | 0,72 | 0,32 | 0,24 | 62 398    |
| Barrancos                   | 37,21 | 23,97 | 15,21 | 6,44  | 11,09 | 4,65  | 0,36 | 0,89 | 0,18 | 0    | 581       |
| Barreiro                    | 29,55 | 33,93 | 13,09 | 4,20  | 14,47 | 1,94  | 1,87 | 0,51 | 0,22 | 0,20 | 37 346    |
| Batalha                     | 71,17 | 10,32 | 7,92  | 2,74  | 0,69  | 3,28  | 1,69 | 1,55 | 0,19 | 0,44 | 8 051     |
| Beja                        | 34,11 | 31,91 | 10,62 | 4,54  | 14,55 | 1,71  | 1,48 | 0,54 | 0,29 | 0,25 | 14 648    |
| Belmonte                    | 44,79 | 27,47 | 14,05 | 5,19  | 2,89  | 3,04  | 1,56 | 0,67 | 0,19 | 0,15 | 2 779     |
| Benavente                   | 46,84 | 23,88 | 11,95 | 4,17  | 6,85  | 2,95  | 2,36 | 0,65 | 0,19 | 0,18 | 10 472    |
| Bombarral                   | 58,48 | 20,94 | 8,81  | 3,41  | 3,66  | 2,16  | 1,44 | 0,66 | 0,23 | 0,21 | 5 745     |
| Borba                       | 38,96 | 33,75 | 11,22 | 4,81  | 6,41  | 2,28  | 1,20 | 0,68 | 0,52 | 0,15 | 3 310     |
| Boticas                     | 74,90 | 13,26 | 3,59  | 3,47  | 1,37  | 2,00  | 0,41 | 0,70 | 0,06 | 0,22 | 3 199     |
| Braga                       | 57,09 | 20,96 | 8,95  | 3,47  | 2,30  | 2,69  | 2,47 | 0,82 | 1,08 | 0,16 | 89 618    |
| Bragança                    | 59,94 | 21,67 | 7,89  | 4,16  | 1,25  | 2,24  | 1,64 | 0,75 | 0,25 | 0,22 | 13 667    |
| Cabeceiras de Basto         | 62,33 | 22,18 | 4,90  | 4,78  | 0,88  | 2,87  | 0,73 | 0,78 | 0,33 | 0,20 | 8 020     |
| Cadaval                     | 56,07 | 22,79 | 8,54  | 4,71  | 2,42  | 3,07  | 1,16 | 0,85 | 0,15 | 0,25 | 6 156     |
| Caldas da Rainha            | 58,34 | 19,90 | 9,65  | 3,22  | 1,77  | 2,74  | 2,96 | 0,94 | 0,16 | 0,33 | 22 184    |
| Calheta                     | 69,22 | 15,39 | 6,23  | 3,08  | 0,60  | 2,25  | 1,58 | 0,60 | 0,38 | 0,30 | 1 360     |
| Calheta                     | 69,07 | 4,94  | 8,08  | 1,81  | 11,26 | 1,20  | 2,06 | 0,75 | 0,56 | 0,28 | 5 504     |
| Câmara de Lobos             | 57,54 | 7,85  | 10,03 | 2,68  | 16,74 | 1,04  | 1,93 | 1,03 | 0,67 | 0,49 | 13 829    |
| Caminha                     | 48,51 | 31,24 | 7,46  | 3,23  | 1,76  | 4,26  | 2,38 | 0,61 | 0,23 | 0,31 | 8 141     |
| Campo Maior                 | 30,81 | 39,16 | 12,24 | 4,19  | 10,34 | 1,56  | 1,10 | 0,17 | 0,26 | 0,17 | 3 535     |
| Cantanhede                  | 60,80 | 16,81 | 10,49 | 3,39  | 1,15  | 3,13  | 1,90 | 0,68 | 0,23 | 1,41 | 16 594    |
| Carrazeda de Ansiães        | 64,19 | 16,23 | 8,01  | 4,39  | 1,04  | 3,34  | 1,32 | 0,84 | 0,24 | 0,38 | 2 937     |
| Carregal do Sal             | 63,35 | 19,48 | 6,99  | 3,43  | 0,97  | 3,43  | 1,14 | 0,83 | 0,15 | 0,22 | 4 223     |
| Cartaxo                     | 43,75 | 28,29 | 12,58 | 5,21  | 3,96  | 2,72  | 2,06 | 0,68 | 0,36 | 0,41 | 10 582    |
| Cascais                     | 59,26 | 21,86 | 7,83  | 3,21  | 2,60  | 1,33  | 2,63 | 0,99 | 0,17 | 0,12 | 92 341    |
| Castanheira de Pera         | 49,34 | 26,68 | 11,18 | 6,58  | 1,46  | 2,56  | 0,88 | 0,58 | 0,37 | 0,37 | 1 401     |
| Castelo Branco              | 49,76 | 27,35 | 10,10 | 5,30  | 1,76  | 2,46  | 1,94 | 0,78 | 0,24 | 0,32 | 25 233    |
| Castelo de Paiva            | 52,51 | 18,39 | 7,80  | 4,87  | 0,82  | 13,99 | 0,87 | 0,46 | 0,12 | 0,16 | 7 468     |
| Castelo de Vide             | 46,66 | 29,76 | 9,67  | 5,24  | 3,87  | 2,56  | 1,31 | 0,31 | 0,37 | 0,25 | 1 641     |
| Castro Daire                | 67,86 | 15,38 | 4,92  | 4,75  | 1,05  | 3,81  | 0,84 | 0,87 | 0,24 | 0,28 | 6 673     |
| Castro Marim                | 45,44 | 28,04 | 12,05 | 5,34  | 3,17  | 2,49  | 2,09 | 0,76 | 0,24 | 0,36 | 2 547     |
| Castro Verde                | 26,78 | 34,17 | 15,22 | 5,39  | 13,97 | 2,31  | 1,25 | 0,37 | 0,31 | 0,24 | 3 013     |
| Celorico da Beira           | 62,05 | 19,84 | 7,70  | 3,92  | 0,48  | 3,50  | 1,19 | 0,71 | 0,31 | 0,28 | 3 583     |
| Celorico de Basto           | 81,90 | 8,93  | 3,23  | 1,89  | 0,70  | 1,73  | 0,53 | 0,76 | 0,17 | 0,11 | 10 156    |
| Chamusca                    | 41,33 | 27,09 | 11,03 | 6,35  | 8,19  | 3,38  | 1,25 | 0,66 | 0,22 | 0,49 | 4 183     |
| Chaves                      | 64,20 | 18,24 | 7,35  | 3,31  | 1,30  | 2,87  | 1,44 | 0,82 | 0,20 | 0,28 | 18 160    |
| Cinfães                     | 59,29 | 17,77 | 6,72  | 4,71  | 1,08  | 8,59  | 0,74 | 0,51 | 0,36 | 0,22 | 7 724     |
| Coimbra                     | 45,52 | 26,28 | 15,51 | 4,12  | 2,90  | 2,01  | 2,36 | 0,91 | 0,18 | 0,21 | 67 632    |
| Condeixa-a-Nova             | 41,16 | 21,77 | 24,99 | 4,17  | 2,27  | 2,31  | 2,15 | 0,82 | 0,19 | 0,17 | 7 367     |
| Constância                  | 40,04 | 24,04 | 15,07 | 7,43  | 5,17  | 4,29  | 2,59 | 0,66 | 0,33 | 0,39 | 1 872     |
| Coruche                     | 38,63 | 31,95 | 8,54  | 4,22  | 11,60 | 3,08  | 1,17 | 0,48 | 0,13 | 0,19 | 8 502     |
| Corvo                       | 42,64 | 34,88 | 8,53  | 4,65  | 0,78  | 6,98  | 0,78 | 0    | 0    | 0,78 | 134       |
| Covilhã                     | 39,71 | 32,06 | 12,84 | 5,19  | 4,42  | 2,64  | 2,01 | 0,67 | 0,25 | 0,22 | 23 938    |
| Crato                       | 43,67 | 34,77 | 6,78  | 4,24  | 6,42  | 2,47  | 0,59 | 0,59 | 0,24 | 0,24 | 1 729     |
| Cuba                        | 29,75 | 34,87 | 7,37  | 3,66  | 20,53 | 1,80  | 1,01 | 0,79 | 0,17 | 0,06 | 1 816     |
| Elvas                       | 44,88 | 30,33 | 10,81 | 4,87  | 4,04  | 2,28  | 1,51 | 0,73 | 0,25 | 0,31 | 8 121     |
| Entroncamento               | 42,46 | 29,59 | 13,62 | 3,49  | 3,40  | 3,38  | 3,04 | 0,56 | 0,28 | 0,18 | 9 298     |
| Espinho                     | 50,48 | 23,94 | 10,36 | 4,79  | 3,42  | 2,76  | 2,64 | 0,87 | 0,45 | 0,28 | 16 674    |
| Esposende                   | 64,04 | 15,79 | 7,44  | 2,66  | 1,54  | 4,40  | 2,62 | 0,92 | 0,45 | 0,14 | 16 851    |
| Estarreja                   | 59,83 | 18,25 | 9,00  | 3,65  | 2,29  | 4,06  | 1,48 | 0,72 | 0,45 | 0,29 | 11 435    |
| Estremoz                    | 46,96 | 29,34 | 9,38  | 4,46  | 5,56  | 1,85  | 1,38 | 0,54 | 0,30 | 0,22 | 6 069     |
| Évora                       | 42,10 | 30,22 | 12,17 | 3,56  | 7,17  | 1,77  | 1,87 | 0,78 | 0,17 | 0,19 | 24 922    |
| Fafe                        | 57,95 | 20,22 | 7,84  | 5,92  | 1,63  | 4,17  | 1,11 | 0,77 | 0,22 | 0,17 | 25 043    |
| Faro                        | 46,68 | 26,18 | 12,84 | 3,87  | 3,70  | 2,15  | 3,47 | 0,73 | 0,22 | 0,17 | 26 451    |
| Felgueiras                  | 61,13 | 17,02 | 7,89  | 4,44  | 1,26  | 6,01  | 0,94 | 0,72 | 0,40 | 0,20 | 26 654    |
| Ferreira do Alentejo        | 29,62 | 32,13 | 11,08 | 7,52  | 14,06 | 3,14  | 0,63 | 0,93 | 0,45 | 0,45 | 3 409     |
| Ferreira do Zêzere          | 63,03 | 15,37 | 9,62  | 5,16  | 1,24  | 2,97  | 1,12 | 0,97 | 0,19 | 0,33 | 4 343     |
| Figueira da Foz             | 47,51 | 24,39 | 13,82 | 4,99  | 2,73  | 2,82  | 2,45 | 0,80 | 0,23 | 0,27 | 26 236    |
| Figueira de Castelo Rodrigo | 55,47 | 24,61 | 8,20  | 4,61  | 0,82  | 3,95  | 0,94 | 0,55 | 0,31 | 0,55 | 2 617     |
| Figueiró dos Vinhos         | 68,50 | 14,71 | 7,42  | 3,61  | 0,77  | 2,81  | 0,74 | 0,58 | 0,29 | 0,58 | 3 193     |
| Fornos de Algodres          | 59,57 | 20,27 | 7,13  | 5,40  | 1,05  | 4,47  | 1,01 | 0,73 | 0,12 | 0,24 | 2 535     |
| Freixo de Espada à Cinta    | 57,70 | 24,03 | 7,10  | 5,48  | 0,84  | 2,81  | 0,56 | 0,70 | 0,14 | 0,63 | 1 449     |
| Fronteira                   | 41,69 | 32,85 | 9,16  | 4,19  | 7,00  | 2,36  | 1,77 | 0,46 | 0    | 0,52 | 1 562     |
| Funchal                     | 46,62 | 12,54 | 9,54  | 2,65  | 24,04 | 0,73  | 2,65 | 0,68 | 0,32 | 0,23 | 49 839    |
| Fundão                      | 47,68 | 27,19 | 12,33 | 5,11  | 1,42  | 2,97  | 1,75 | 1,09 | 0,11 | 0,35 | 13 360    |
| Gavião                      | 33,46 | 38,68 | 10,68 | 6,84  | 5,81  | 2,61  | 0,49 | 0,59 | 0,25 | 0,59 | 2 077     |
| Góis                        | 55,77 | 22,33 | 9,11  | 6,64  | 1,21  | 2,63  | 1,32 | 0,47 | 0,05 | 0,47 | 1 962     |
| Golegã                      | 43,87 | 27,73 | 10,35 | 5,23  | 6,71  | 3,72  | 1,76 | 0,36 | 0,16 | 0,12 | 2 555     |
| Gondomar                    | 46,17 | 23,05 | 12,07 | 4,97  | 4,29  | 5,31  | 2,86 | 0,65 | 0,43 | 0,19 | 76 882    |
| Gouveia                     | 56,33 | 24,29 | 7,04  | 4,68  | 2,48  | 3,01  | 0,90 | 0,68 | 0,23 | 0,37 | 6 305     |
| Grândola                    | 31,65 | 31,86 | 12,29 | 3,57  | 15,92 | 1,83  | 1,47 | 0,70 | 0,38 | 0,33 | 6 216     |
| Guarda                      | 56,12 | 23,13 | 10,55 | 3,61  | 1,30  | 2,58  | 1,73 | 0,58 | 0,18 | 0,22 | 19 838    |
| Guimarães                   | 52,61 | 22,54 | 10,33 | 4,77  | 2,85  | 3,65  | 1,79 | 0,88 | 0,33 | 0,25 | 80 104    |
| Horta                       | 57,06 | 21,09 | 8,74  | 4,20  | 2,57  | 2,97  | 1,97 | 0,91 | 0,23 | 0,25 | 4 867     |
| Idanha-a-Nova               | 47,11 | 25,96 | 8,50  | 8,94  | 2,45  | 3,41  | 1,28 | 1,14 | 0,59 | 0,62 | 4 153     |
| Ílhavo                      | 59,75 | 17,66 | 10,17 | 3,66  | 1,26  | 3,50  | 2,50 | 0,98 | 0,26 | 0,26 | 15 662    |
| Lagoa                       | 54,91 | 23,66 | 9,18  | 5,22  | 1,35  | 1,78  | 2,76 | 0,64 | 0,28 | 0,21 | 3 362     |
| Lagoa                       | 46,61 | 21,95 | 16,10 | 4,62  | 3,49  | 2,82  | 3,05 | 0,71 | 0,32 | 0,33 | 8 641     |
| Lagos                       | 42,61 | 26,36 | 15,26 | 4,82  | 3,66  | 2,63  | 3,51 | 0,69 | 0,19 | 0,27 | 10 634    |
| Lajes das Flores            | 58,20 | 18,20 | 11,80 | 4,40  | 2,00  | 3,00  | 1,20 | 0,40 | 0,40 | 0,40 | 529       |
| Lajes do Pico               | 58,08 | 23,31 | 8,52  | 4,45  | 0,75  | 3,32  | 0,63 | 0,38 | 0,19 | 0,38 | 1 656     |
| Lamego                      | 59,66 | 20,99 | 7,35  | 3,49  | 2,01  | 4,08  | 1,37 | 0,65 | 0,18 | 0,23 | 12 035    |
| Leiria                      | 65,21 | 14,78 | 8,85  | 2,42  | 1,00  | 2,76  | 2,14 | 1,91 | 0,21 | 0,71 | 62 154    |
| Lisboa                      | 50,41 | 26,87 | 9,41  | 4,09  | 3,30  | 1,63  | 2,43 | 1,55 | 0,18 | 0,13 | 277 529   |
| Loulé                       | 55,77 | 21,20 | 10,83 | 3,84  | 2,18  | 2,58  | 2,35 | 0,77 | 0,24 | 0,24 | 23 916    |
| Loures                      | 43,78 | 27,09 | 10,59 | 6,12  | 6,57  | 2,52  | 2,04 | 0,78 | 0,28 | 0,22 | 90 660    |
| Lourinhã                    | 64,89 | 15,90 | 8,64  | 3,47  | 1,51  | 2,65  | 1,81 | 0,78 | 0,12 | 0,22 | 11 521    |
| Lousã                       | 48,64 | 23,57 | 15,28 | 5,64  | 1,25  | 3,10  | 1,50 | 0,60 | 0,13 | 0,29 | 7 768     |
| Lousada                     | 54,85 | 17,21 | 8,08  | 4,77  | 1,28  | 11,32 | 1,22 | 0,71 | 0,29 | 0,28 | 20 778    |
| Mação                       | 58,17 | 19,37 | 9,92  | 5,38  | 1,81  | 3,20  | 1,07 | 0,62 | 0,22 | 0,25 | 4 117     |
| Macedo de Cavaleiros        | 63,74 | 17,64 | 7,08  | 4,85  | 0,99  | 3,36  | 1,16 | 0,70 | 0,26 | 0,22 | 7 393     |
| Machico                     | 46,49 | 17,91 | 10,04 | 4,01  | 17,41 | 1,06  | 1,71 | 0,65 | 0,28 | 0,43 | 8 749     |
| Madalena                    | 65,21 | 17,93 | 7,65  | 3,52  | 0,81  | 2,42  | 1,06 | 0,81 | 0,30 | 0,30 | 2 045     |
| Mafra                       | 56,17 | 19,85 | 10,75 | 4,07  | 2,24  | 2,96  | 2,70 | 0,86 | 0,23 | 0,18 | 33 864    |
| Maia                        | 51,22 | 21,76 | 11,42 | 4,41  | 2,18  | 3,94  | 3,68 | 0,73 | 0,51 | 0,14 | 65 248    |
| Mangualde                   | 57,34 | 24,46 | 6,26  | 4,09  | 1,57  | 4,00  | 1,22 | 0,72 | 0,15 | 0,20 | 8 295     |
| Manteigas                   | 48,73 | 30,95 | 9,47  | 3,98  | 1,65  | 2,54  | 0,89 | 1,03 | 0,48 | 0,27 | 1 495     |
| Marco de Canaveses          | 58,77 | 17,08 | 8,09  | 3,75  | 1,14  | 8,81  | 1,19 | 0,64 | 0,37 | 0,16 | 22 037    |
| Marinha Grande              | 38,25 | 24,64 | 14,80 | 4,04  | 7,79  | 2,60  | 1,79 | 5,29 | 0,29 | 0,50 | 16 754    |
| Marvão                      | 54,68 | 23,17 | 8,61  | 6,29  | 1,98  | 2,94  | 0,96 | 0,75 | 0,21 | 0,41 | 1 490     |
| Matosinhos                  | 46,12 | 26,66 | 11,81 | 4,69  | 2,74  | 3,25  | 3,33 | 0,82 | 0,45 | 0,13 | 82 271    |
| Mealhada                    | 48,84 | 23,79 | 12,38 | 6,65  | 2,39  | 3,19  | 1,72 | 0,58 | 0,23 | 0,23 | 8 520     |
| Mêda                        | 65,21 | 17,33 | 7,29  | 3,99  | 0,86  | 2,63  | 1,28 | 0,70 | 0,49 | 0,21 | 2 497     |
| Melgaço                     | 57,71 | 22,23 | 5,77  | 6,43  | 0,84  | 4,21  | 1,41 | 0,84 | 0,39 | 0,18 | 3 396     |
| Mértola                     | 23,82 | 34,10 | 10,64 | 6,00  | 20,96 | 1,85  | 1,01 | 0,84 | 0,39 | 0,39 | 3 162     |
| Mesão Frio                  | 59,18 | 20,98 | 8,30  | 4,21  | 0,85  | 3,75  | 1,25 | 0,85 | 0,28 | 0,34 | 1 789     |
| Mira                        | 61,16 | 18,24 | 9,16  | 3,57  | 0,69  | 4,42  | 1,64 | 0,55 | 0,09 | 0,49 | 5 859     |
| Miranda do Corvo            | 47,77 | 22,71 | 18,15 | 5,17  | 1,89  | 2,06  | 1,42 | 0,37 | 0,15 | 0,33 | 5 574     |
| Miranda do Douro            | 61,70 | 20,53 | 6,96  | 4,85  | 0,65  | 2,55  | 1,15 | 0,78 | 0,47 | 0,37 | 3 301     |
| Mirandela                   | 65,06 | 17,54 | 6,72  | 2,97  | 1,92  | 2,75  | 1,76 | 0,88 | 0,22 | 0,17 | 10 512    |
| Mogadouro                   | 66,69 | 17,08 | 6,18  | 4,56  | 0,51  | 2,39  | 1,26 | 0,71 | 0,27 | 0,35 | 4 621     |
| Moimenta da Beira           | 63,97 | 18,21 | 6,39  | 3,99  | 1,56  | 3,80  | 1,33 | 0,39 | 0,23 | 0,14 | 4 472     |
| Moita                       | 29,47 | 29,71 | 15,05 | 4,34  | 15,71 | 2,75  | 1,91 | 0,57 | 0,30 | 0,19 | 28 289    |
| Monção                      | 61,48 | 22,32 | 5,58  | 3,14  | 0,84  | 4,09  | 1,23 | 0,73 | 0,20 | 0,39 | 8 231     |
| Monchique                   | 45,15 | 25,63 | 13,40 | 5,45  | 3,87  | 2,85  | 1,65 | 1,02 | 0,25 | 0,74 | 2 948     |
| Mondim de Basto             | 71,89 | 14,46 | 5,30  | 2,49  | 1,35  | 2,52  | 0,73 | 0,84 | 0,20 | 0,22 | 3 596     |
| Monforte                    | 39,30 | 32,04 | 10,56 | 5,57  | 8,28  | 3,23  | 0,29 | 0,29 | 0,07 | 0,37 | 1 379     |
| Montalegre                  | 59,10 | 24,62 | 5,11  | 5,41  | 0,63  | 2,32  | 1,06 | 1,08 | 0,24 | 0,43 | 4 996     |
| Montemor-o-Novo             | 31,88 | 28,07 | 9,56  | 4,23  | 21,66 | 2,20  | 1,30 | 0,51 | 0,28 | 0,31 | 8 261     |
| Montemor-o-Velho            | 45,69 | 24,79 | 16,01 | 4,64  | 2,60  | 3,09  | 1,88 | 0,67 | 0,21 | 0,42 | 10 572    |
| Montijo                     | 45,36 | 25,37 | 12,57 | 4,01  | 6,08  | 2,74  | 2,77 | 0,71 | 0,22 | 0,17 | 19 215    |
| Mora                        | 33,64 | 25,39 | 8,57  | 3,55  | 24,75 | 1,75  | 1,34 | 0,32 | 0,37 | 0,32 | 2 223     |
| Mortágua                    | 63,70 | 19,14 | 7,63  | 3,72  | 1,09  | 2,84  | 0,75 | 0,78 | 0,07 | 0,27 | 4 251     |
| Moura                       | 30,76 | 33,64 | 10,49 | 4,29  | 16,50 | 2,16  | 0,95 | 0,61 | 0,17 | 0,44 | 4 858     |
| Mourão                      | 42,42 | 31,91 | 8,42  | 5,75  | 7,14  | 1,68  | 0,79 | 0,79 | 0,50 | 0,59 | 1 028     |
| Murça                       | 64,01 | 19,34 | 6,32  | 3,80  | 0,86  | 3,23  | 0,97 | 0,83 | 0,32 | 0,32 | 2 857     |
| Murtosa                     | 71,14 | 12,07 | 7,15  | 2,83  | 0,86  | 3,59  | 1,13 | 0,81 | 0,18 | 0,24 | 3 889     |
| Nazaré                      | 47,05 | 25,47 | 12,21 | 5,16  | 3,39  | 2,94  | 2,56 | 0,68 | 0,17 | 0,36 | 5 433     |
| Nelas                       | 58,66 | 20,97 | 8,99  | 3,57  | 1,70  | 3,97  | 1,32 | 0,44 | 0,19 | 0,18 | 5 822     |
| Nisa                        | 45,20 | 31,11 | 8,79  | 6,04  | 4,88  | 1,97  | 0,91 | 0,56 | 0,22 | 0,31 | 3 262     |
| Nordeste                    | 57,16 | 21,32 | 9,17  | 5,24  | 1,46  | 2,72  | 0,86 | 0,96 | 0,40 | 0,71 | 2 081     |
| Óbidos                      | 55,33 | 22,09 | 10,31 | 3,50  | 2,29  | 2,90  | 2,15 | 0,87 | 0,10 | 0,45 | 5 183     |
| Odemira                     | 35,62 | 27,46 | 14,44 | 5,72  | 9,55  | 3,38  | 1,85 | 0,99 | 0,37 | 0,62 | 10 500    |
| Odivelas                    | 48,11 | 27,09 | 10,11 | 4,86  | 3,79  | 2,69  | 2,26 | 0,70 | 0,20 | 0,19 | 64 927    |
| Oeiras                      | 51,62 | 27,18 | 8,71  | 3,45  | 2,97  | 1,60  | 3,00 | 1,20 | 0,17 | 0,10 | 84 256    |
| Oleiros                     | 71,91 | 13,53 | 5,89  | 3,37  | 0,69  | 2,10  | 1,07 | 0,72 | 0,28 | 0,45 | 2 994     |
| Olhão                       | 45,38 | 22,93 | 16,75 | 4,28  | 3,80  | 2,69  | 2,94 | 0,70 | 0,29 | 0,24 | 14 977    |
| Oliveira de Azeméis         | 59,05 | 19,94 | 8,46  | 4,22  | 1,04  | 4,41  | 1,61 | 0,74 | 0,31 | 0,23 | 32 219    |
| Oliveira de Frades          | 66,63 | 15,29 | 8,32  | 2,50  | 0,92  | 4,30  | 1,05 | 0,73 | 0,11 | 0,15 | 4 807     |
| Oliveira do Bairro          | 77,40 | 9,43  | 5,60  | 2,03  | 0,75  | 2,36  | 1,60 | 0,51 | 0,21 | 0,12 | 10 416    |
| Oliveira do Hospital        | 63,57 | 18,90 | 6,99  | 4,77  | 1,03  | 2,84  | 0,65 | 0,74 | 0,13 | 0,37 | 9 261     |
| Ourém                       | 76,39 | 9,44  | 5,78  | 2,28  | 0,74  | 2,49  | 1,70 | 0,76 | 0,15 | 0,27 | 21 961    |
| Ourique                     | 44,90 | 26,22 | 8,72  | 6,57  | 8,95  | 2,62  | 0,92 | 0,60 | 0,14 | 0,37 | 2 229     |
| Ovar                        | 50,62 | 22,92 | 12,40 | 4,47  | 2,74  | 3,30  | 2,28 | 0,74 | 0,25 | 0,28 | 24 473    |
| Paços de Ferreira           | 62,60 | 14,72 | 7,95  | 3,65  | 1,45  | 7,10  | 1,41 | 0,70 | 0,25 | 0,17 | 24 761    |
| Palmela                     | 39,91 | 26,97 | 14,06 | 4,54  | 8,12  | 2,65  | 2,48 | 0,78 | 0,27 | 0,23 | 25 749    |
| Pampilhosa da Serra         | 61,24 | 19,05 | 9,08  | 4,77  | 1,25  | 2,23  | 0,88 | 0,62 | 0,26 | 0,62 | 1 968     |
| Paredes                     | 59,06 | 14,02 | 7,82  | 3,56  | 1,48  | 11,66 | 1,26 | 0,61 | 0,31 | 0,23 | 41 292    |
| Paredes de Coura            | 53,30 | 24,62 | 9,10  | 4,22  | 1,14  | 4,77  | 1,12 | 1,09 | 0,35 | 0,30 | 3 753     |
| Pedrógão Grande             | 68,15 | 16,53 | 6,51  | 3,62  | 0,42  | 2,47  | 0,90 | 0,84 | 0,06 | 0,48 | 1 705     |
| Penacova                    | 57,76 | 19,68 | 10,61 | 5,65  | 1,90  | 2,78  | 0,76 | 0,52 | 0,12 | 0,23 | 6 735     |
| Penafiel                    | 48,17 | 15,11 | 7,06  | 3,42  | 1,26  | 22,71 | 1,19 | 0,65 | 0,26 | 0,16 | 36 708    |
| Penalva do Castelo          | 62,82 | 16,74 | 6,15  | 6,59  | 1,69  | 3,88  | 1,25 | 0,58 | 0,14 | 0,17 | 3 689     |
| Penamacor                   | 54,77 | 21,12 | 9,14  | 8,19  | 1,10  | 2,85  | 1,40 | 1,05 | 0,15 | 0,25 | 2 054     |
| Penedono                    | 54,98 | 20,86 | 8,67  | 3,99  | 1,38  | 7,67  | 1,15 | 0,61 | 0,46 | 0,23 | 1 347     |
| Penela                      | 58,19 | 16,58 | 12,65 | 4,88  | 0,99  | 4,13  | 1,15 | 0,71 | 0,36 | 0,36 | 2 601     |
| Peniche                     | 52,28 | 22,11 | 10,64 | 3,91  | 4,72  | 2,94  | 2,23 | 0,64 | 0,22 | 0,30 | 10 437    |
| Peso da Régua               | 55,73 | 24,18 | 7,50  | 4,80  | 2,50  | 2,90  | 1,29 | 0,78 | 0,16 | 0,16 | 6 794     |
| Pinhel                      | 64,86 | 16,27 | 8,82  | 3,68  | 1,06  | 3,17  | 0,99 | 0,75 | 0,17 | 0,24 | 4 290     |
| Pombal                      | 69,74 | 13,06 | 7,82  | 2,52  | 0,81  | 3,08  | 1,45 | 1,05 | 0,21 | 0,25 | 22 974    |
| Ponta Delgada               | 56,89 | 23,05 | 9,34  | 3,50  | 1,31  | 1,77  | 2,68 | 0,90 | 0,31 | 0,26 | 19 329    |
| Ponta do Sol                | 63,25 | 8,00  | 9,58  | 2,75  | 11,64 | 0,96  | 1,79 | 0,91 | 0,73 | 0,39 | 3 933     |
| Ponte da Barca              | 60,22 | 20,53 | 6,80  | 5,60  | 0,93  | 3,26  | 1,07 | 1,00 | 0,24 | 0,35 | 5 616     |
| Ponte de Lima               | 67,04 | 15,90 | 6,21  | 2,38  | 1,38  | 3,93  | 1,87 | 0,78 | 0,32 | 0,19 | 22 277    |
| Ponte de Sor                | 37,06 | 30,29 | 12,35 | 4,94  | 10,64 | 2,45  | 1,19 | 0,51 | 0,22 | 0,34 | 6 832     |
| Portalegre                  | 50,56 | 28,29 | 9,21  | 3,22  | 2,94  | 2,08  | 1,51 | 0,65 | 0,24 | 1,30 | 10 849    |
| Portel                      | 23,17 | 36,51 | 9,43  | 4,22  | 22,19 | 2,50  | 0,94 | 0,53 | 0,41 | 0,08 | 2 480     |
| Portimão                    | 46,31 | 23,55 | 14,96 | 4,36  | 3,00  | 2,70  | 4,08 | 0,61 | 0,22 | 0,21 | 21 334    |
| Porto                       | 49,66 | 24,57 | 10,27 | 3,88  | 3,46  | 2,46  | 4,11 | 1,00 | 0,44 | 0,15 | 119 630   |
| Porto de Mós                | 63,90 | 14,43 | 9,41  | 3,39  | 1,28  | 3,71  | 1,61 | 1,60 | 0,15 | 0,53 | 11 309    |
| Porto Moniz                 | 63,80 | 13,13 | 5,46  | 3,62  | 9,51  | 1,06  | 0,92 | 1,63 | 0,57 | 0,28 | 1 453     |
| Porto Santo                 | 52,76 | 14,47 | 10,94 | 4,43  | 12,40 | 1,32  | 2,12 | 0,66 | 0,52 | 0,38 | 2 186     |
| Póvoa de Lanhoso            | 63,93 | 17,40 | 7,08  | 4,46  | 1,00  | 3,49  | 1,09 | 0,94 | 0,37 | 0,23 | 10 707    |
| Póvoa de Varzim             | 61,42 | 19,69 | 7,44  | 2,81  | 1,34  | 3,59  | 2,47 | 0,78 | 0,35 | 0,11 | 28 633    |
| Povoação                    | 57,35 | 21,30 | 8,99  | 5,07  | 0,87  | 3,32  | 1,58 | 0,54 | 0,54 | 0,44 | 1 931     |
| Proença-a-Nova              | 68,29 | 15,56 | 7,38  | 3,80  | 0,63  | 1,95  | 1,15 | 0,72 | 0,22 | 0,31 | 4 281     |
| Redondo                     | 37,39 | 29,91 | 12,53 | 5,79  | 9,79  | 2,23  | 1,29 | 0,27 | 0,39 | 0,39 | 2 609     |
| Reguengos de Monsaraz       | 38,91 | 36,54 | 10,46 | 3,87  | 5,67  | 2,37  | 1,09 | 0,44 | 0,44 | 0,22 | 4 217     |
| Resende                     | 57,70 | 22,32 | 7,43  | 4,54  | 1,20  | 4,67  | 0,81 | 0,71 | 0,37 | 0,26 | 5 027     |
| Ribeira Brava               | 57,65 | 8,35  | 10,01 | 2,63  | 16,04 | 1,02  | 2,25 | 0,94 | 0,60 | 0,51 | 6 063     |
| Ribeira de Pena             | 63,96 | 20,58 | 4,52  | 4,59  | 1,12  | 2,52  | 1,12 | 1,09 | 0,14 | 0,35 | 2 887     |
| Ribeira Grande              | 56,49 | 18,80 | 11,83 | 5,24  | 1,57  | 2,26  | 1,90 | 1,17 | 0,52 | 0,22 | 7 109     |
| Rio Maior                   | 63,55 | 17,19 | 8,41  | 3,65  | 1,43  | 3,11  | 1,74 | 0,64 | 0,11 | 0,17 | 9 412     |
| Sabrosa                     | 56,75 | 20,67 | 7,01  | 6,63  | 1,49  | 5,27  | 1,08 | 0,49 | 0,24 | 0,38 | 2 943     |
| Sabugal                     | 61,05 | 17,93 | 10,34 | 4,23  | 0,96  | 3,26  | 0,86 | 0,75 | 0,26 | 0,36 | 5 514     |
| Salvaterra de Magos         | 43,95 | 26,30 | 12,74 | 5,30  | 5,16  | 3,60  | 1,95 | 0,50 | 0,28 | 0,22 | 7 945     |
| Santa Comba Dão             | 63,78 | 17,12 | 8,35  | 3,94  | 0,84  | 3,77  | 1,00 | 0,73 | 0,16 | 0,31 | 5 051     |
| Santa Cruz                  | 47,90 | 11,13 | 12,49 | 2,51  | 20,88 | 0,90  | 2,72 | 0,74 | 0,44 | 0,29 | 18 504    |
| Santa Cruz da Graciosa      | 55,09 | 25,36 | 8,21  | 5,60  | 0,65  | 2,33  | 1,60 | 0,51 | 0,15 | 0,51 | 1 419     |
| Santa Cruz das Flores       | 53,97 | 22,06 | 7,94  | 5,56  | 2,86  | 4,13  | 1,90 | 0,95 | 0,48 | 0,16 | 654       |
| Santa Maria da Feira        | 55,41 | 19,27 | 10,36 | 5,56  | 1,59  | 4,34  | 2,21 | 0,64 | 0,38 | 0,24 | 62 122    |
| Santa Marta de Penaguião    | 55,55 | 23,46 | 6,81  | 8,06  | 1,13  | 3,16  | 0,73 | 0,61 | 0,27 | 0,21 | 3 354     |
| Santana                     | 58,74 | 8,34  | 10,80 | 2,83  | 13,52 | 1,52  | 2,06 | 0,96 | 0,61 | 0,61 | 3 841     |
| Santarém                    | 51,19 | 25,82 | 9,29  | 4,29  | 3,26  | 2,87  | 2,22 | 0,69 | 0,17 | 0,19 | 27 384    |
| Santiago do Cacém           | 36,84 | 28,51 | 11,91 | 4,41  | 12,12 | 2,45  | 2,43 | 0,69 | 0,33 | 0,30 | 12 765    |
| Santo Tirso                 | 51,76 | 23,85 | 9,44  | 5,81  | 1,95  | 4,19  | 1,69 | 0,71 | 0,34 | 0,26 | 34 996    |
| São Brás de Alportel        | 50,25 | 22,47 | 12,91 | 5,28  | 2,54  | 3,17  | 2,14 | 0,86 | 0,18 | 0,20 | 4 105     |
| São João da Madeira         | 52,89 | 22,64 | 9,47  | 5,24  | 2,62  | 2,86  | 2,79 | 0,75 | 0,51 | 0,23 | 11 674    |
| São João da Pesqueira       | 57,71 | 17,71 | 8,35  | 4,22  | 1,14  | 8,54  | 0,83 | 0,51 | 0,57 | 0,41 | 3 202     |
| São Pedro do Sul            | 56,56 | 23,78 | 7,63  | 3,66  | 1,35  | 4,43  | 1,33 | 0,72 | 0,24 | 0,30 | 8 115     |
| São Roque do Pico           | 53,85 | 23,38 | 10,07 | 5,34  | 0,44  | 3,59  | 2,19 | 0,70 | 0,18 | 0,26 | 1 173     |
| São Vicente                 | 61,54 | 9,39  | 8,84  | 3,95  | 10,68 | 1,41  | 2,43 | 0,74 | 0,63 | 0,39 | 2 616     |
| Sardoal                     | 51,87 | 19,69 | 14,69 | 4,86  | 2,34  | 3,88  | 1,40 | 0,84 | 0,09 | 0,33 | 2 198     |
| Sátão                       | 70,04 | 14,10 | 5,81  | 3,08  | 0,85  | 4,22  | 0,82 | 0,76 | 0,19 | 0,13 | 5 505     |
| Seia                        | 54,23 | 25,20 | 8,23  | 5,12  | 2,33  | 2,80  | 1,15 | 0,60 | 0,20 | 0,14 | 11 361    |
| Seixal                      | 38,92 | 29,75 | 12,69 | 4,41  | 8,50  | 2,48  | 2,38 | 0,54 | 0,20 | 0,14 | 69 283    |
| Sernancelhe                 | 71,12 | 14,71 | 5,55  | 3,89  | 0,68  | 2,91  | 0,44 | 0,34 | 0,14 | 0,24 | 3 024     |
| Serpa                       | 28,83 | 26,26 | 9,13  | 4,39  | 28,08 | 1,24  | 1,00 | 0,39 | 0,40 | 0,28 | 6 088     |
| Sertã                       | 67,42 | 14,32 | 7,58  | 3,98  | 0,62  | 2,88  | 1,42 | 1,03 | 0,42 | 0,34 | 7 969     |
| Sesimbra                    | 41,94 | 26,63 | 14,24 | 4,00  | 6,88  | 3,05  | 2,25 | 0,61 | 0,24 | 0,17 | 20 384    |
| Setúbal                     | 41,00 | 28,95 | 13,05 | 4,40  | 7,02  | 2,06  | 2,42 | 0,71 | 0,23 | 0,16 | 49 743    |
| Sever do Vouga              | 72,68 | 12,20 | 5,98  | 2,51  | 0,65  | 3,43  | 1,58 | 0,55 | 0,25 | 0,17 | 6 465     |
| Silves                      | 44,23 | 23,40 | 14,32 | 4,76  | 6,12  | 2,95  | 2,93 | 0,73 | 0,27 | 0,29 | 13 958    |
| Sines                       | 36,02 | 28,58 | 15,02 | 4,42  | 9,17  | 3,18  | 2,50 | 0,55 | 0,26 | 0,29 | 5 541     |
| Sintra                      | 49,47 | 25,29 | 11,06 | 4,71  | 3,72  | 2,47  | 2,23 | 0,70 | 0,22 | 0,14 | 150 818   |
| Sobral de Monte Agraço      | 46,38 | 23,47 | 10,87 | 4,59  | 8,67  | 2,98  | 1,75 | 0,83 | 0,24 | 0,21 | 4 297     |
| Soure                       | 43,95 | 26,60 | 14,52 | 6,28  | 2,59  | 3,20  | 1,50 | 0,76 | 0,35 | 0,24 | 8 483     |
| Sousel                      | 43,68 | 24,54 | 10,92 | 5,17  | 10,61 | 3,18  | 0,93 | 0,53 | 0,27 | 0,18 | 2 298     |
| Tábua                       | 59,43 | 20,37 | 8,63  | 4,57  | 1,87  | 3,09  | 0,72 | 0,66 | 0,16 | 0,50 | 5 124     |
| Tabuaço                     | 61,88 | 18,23 | 7,72  | 4,67  | 0,89  | 4,33  | 0,89 | 0,62 | 0,46 | 0,31 | 2 631     |
| Tarouca                     | 64,36 | 15,48 | 9,03  | 2,83  | 1,54  | 4,69  | 0,75 | 0,94 | 0,19 | 0,19 | 3 233     |
| Tavira                      | 49,27 | 25,25 | 12,66 | 4,43  | 2,33  | 2,41  | 2,33 | 0,85 | 0,23 | 0,24 | 10 143    |
| Terras de Bouro             | 65,92 | 16,47 | 5,42  | 3,86  | 1,93  | 4,28  | 1,15 | 0,56 | 0,20 | 0,22 | 3 645     |
| Tomar                       | 53,90 | 22,37 | 11,55 | 4,21  | 2,25  | 2,52  | 2,00 | 0,69 | 0,24 | 0,27 | 18 728    |
| Tondela                     | 66,82 | 16,27 | 6,73  | 3,33  | 1,20  | 3,32  | 1,25 | 0,59 | 0,22 | 0,27 | 13 665    |
| Torre de Moncorvo           | 54,84 | 23,31 | 9,25  | 4,93  | 1,54  | 3,22  | 1,43 | 0,85 | 0,28 | 0,36 | 3 721     |
| Torres Novas                | 44,50 | 26,80 | 13,78 | 4,65  | 4,33  | 2,97  | 1,68 | 0,73 | 0,32 | 0,23 | 17 192    |
| Torres Vedras               | 54,90 | 21,31 | 9,28  | 4,52  | 3,48  | 2,89  | 2,38 | 0,89 | 0,18 | 0,16 | 35 441    |
| Trancoso                    | 62,57 | 19,12 | 8,73  | 3,50  | 0,97  | 2,73  | 1,13 | 0,53 | 0,44 | 0,28 | 4 446     |
| Trofa                       | 57,57 | 20,00 | 7,87  | 4,14  | 1,51  | 5,65  | 1,98 | 0,61 | 0,43 | 0,24 | 17 182    |
| Vagos                       | 78,15 | 8,18  | 6,03  | 1,74  | 0,45  | 2,65  | 1,70 | 0,45 | 0,17 | 0,21 | 10 111    |
| Vale de Cambra              | 64,06 | 16,46 | 7,76  | 3,35  | 0,83  | 4,77  | 1,54 | 0,73 | 0,36 | 0,15 | 12 272    |
| Valença                     | 58,86 | 27,53 | 5,64  | 2,16  | 0,85  | 2,95  | 1,08 | 0,51 | 0,16 | 0,25 | 5 756     |
| Valongo                     | 46,75 | 22,21 | 11,45 | 5,23  | 3,28  | 7,24  | 2,71 | 0,51 | 0,44 | 0,17 | 43 899    |
| Valpaços                    | 74,18 | 12,75 | 4,71  | 2,67  | 0,78  | 2,62  | 0,97 | 0,84 | 0,25 | 0,22 | 8 007     |
| Velas                       | 65,32 | 16,94 | 7,03  | 3,28  | 0,81  | 3,74  | 1,44 | 0,75 | 0,52 | 0,17 | 1 767     |
| Vendas Novas                | 40,04 | 26,61 | 9,35  | 4,35  | 14,15 | 2,74  | 1,85 | 0,59 | 0,16 | 0,16 | 5 186     |
| Viana do Alentejo           | 27,95 | 33,66 | 12,07 | 3,54  | 18,71 | 1,72  | 1,19 | 0,49 | 0,31 | 0,35 | 2 309     |
| Viana do Castelo            | 50,65 | 25,63 | 9,65  | 2,99  | 2,31  | 3,79  | 3,67 | 0,77 | 0,34 | 0,19 | 42 561    |
| Vidigueira                  | 29,16 | 36,50 | 11,75 | 4,55  | 14,01 | 2,17  | 0,71 | 0,40 | 0,57 | 0,18 | 2 310     |
| Vieira do Minho             | 63,07 | 20,19 | 5,73  | 3,76  | 1,26  | 3,58  | 0,87 | 1,03 | 0,28 | 0,23 | 6 193     |
| Vila de Rei                 | 74,82 | 10,43 | 5,90  | 2,46  | 0,55  | 3,39  | 1,20 | 0,98 | 0,11 | 0,16 | 1 905     |
| Vila do Bispo               | 41,32 | 27,07 | 14,70 | 5,88  | 4,16  | 3,55  | 2,50 | 0,44 | 0,22 | 0,17 | 1 838     |
| Vila do Conde               | 53,21 | 20,75 | 10,27 | 5,71  | 1,91  | 4,42  | 2,34 | 0,83 | 0,32 | 0,22 | 35 603    |
| Vila do Porto               | 50,91 | 23,33 | 10,79 | 5,73  | 1,48  | 3,24  | 3,37 | 0,88 | 0,07 | 0,20 | 1 521     |
| Vila Flor                   | 58,68 | 21,04 | 6,86  | 6,01  | 1,42  | 3,51  | 1,23 | 0,73 | 0,32 | 0,19 | 3 236     |
| Vila Franca de Xira         | 40,50 | 27,81 | 12,86 | 5,06  | 7,65  | 2,78  | 2,25 | 0,68 | 0,24 | 0,16 | 60 140    |
| Vila Franca do Campo        | 60,32 | 20,86 | 7,89  | 5,36  | 1,33  | 1,25  | 1,70 | 0,54 | 0,37 | 0,37 | 2 485     |
| Vila Nova da Barquinha      | 39,68 | 29,34 | 14,85 | 5,04  | 4,77  | 3,49  | 1,82 | 0,51 | 0,27 | 0,24 | 3 431     |
| Vila Nova de Cerveira       | 55,22 | 25,75 | 6,55  | 4,71  | 0,77  | 3,84  | 1,81 | 0,75 | 0,22 | 0,36 | 4 221     |
| Vila Nova de Famalicão      | 55,60 | 23,39 | 8,64  | 4,00  | 1,71  | 3,77  | 1,63 | 0,67 | 0,38 | 0,21 | 67 359    |
| Vila Nova de Foz Coa        | 57,39 | 20,02 | 8,01  | 7,07  | 1,32  | 3,02  | 1,23 | 1,01 | 0,50 | 0,44 | 3 253     |
| Vila Nova de Gaia           | 48,12 | 23,41 | 12,00 | 5,11  | 2,85  | 3,83  | 3,19 | 0,73 | 0,56 | 0,20 | 142 195   |
| Vila Nova de Paiva          | 72,81 | 12,95 | 5,87  | 2,12  | 1,17  | 2,71  | 0,71 | 1,29 | 0,17 | 0,21 | 2 446     |
| Vila Nova de Poiares        | 55,92 | 18,21 | 12,31 | 5,28  | 1,68  | 3,53  | 1,49 | 1,20 | 0,15 | 0,22 | 2 850     |
| Vila Pouca de Aguiar        | 62,85 | 20,61 | 5,16  | 4,17  | 1,49  | 3,48  | 1,03 | 0,73 | 0,22 | 0,25 | 6 427     |
| Vila Praia da Vitória       | 61,03 | 20,34 | 7,73  | 4,69  | 1,16  | 2,18  | 1,66 | 0,73 | 0,21 | 0,27 | 5 755     |
| Vila Real                   | 58,62 | 21,77 | 8,16  | 3,48  | 1,44  | 3,34  | 1,91 | 0,83 | 0,28 | 0,18 | 24 797    |
| Vila Real de Santo António  | 40,35 | 26,26 | 16,00 | 4,48  | 7,77  | 2,14  | 2,15 | 0,52 | 0,14 | 0,18 | 6 619     |
| Vila Velha de Ródão         | 42,40 | 34,23 | 10,55 | 6,14  | 3,34  | 1,43  | 0,83 | 0,72 | 0,18 | 0,18 | 1 719     |
| Vila Verde                  | 69,03 | 14,51 | 6,15  | 2,96  | 0,79  | 3,62  | 1,52 | 0,69 | 0,48 | 0,26 | 22 151    |
| Vila Viçosa                 | 46,96 | 26,31 | 9,14  | 4,91  | 7,91  | 2,86  | 0,76 | 0,61 | 0,23 | 0,29 | 3 482     |
| Vimioso                     | 65,54 | 19,69 | 5,98  | 4,92  | 0,53  | 1,16  | 0,77 | 0,53 | 0,48 | 0,39 | 2 120     |
| Vinhais                     | 62,33 | 21,19 | 6,79  | 3,88  | 0,68  | 2,59  | 0,86 | 1,12 | 0,33 | 0,23 | 4 015     |
| Viseu                       | 62,05 | 19,43 | 7,65  | 3,17  | 1,15  | 3,29  | 2,20 | 0,72 | 0,19 | 0,14 | 45 704    |
| Vizela                      | 49,95 | 23,62 | 11,32 | 5,90  | 1,87  | 4,72  | 1,44 | 0,67 | 0,30 | 0,20 | 10 467    |
| Vouzela                     | 63,29 | 18,81 | 7,58  | 3,10  | 0,93  | 4,14  | 0,97 | 0,58 | 0,24 | 0,36 | 5 153     |
| Portugal                    | 51,99 | 22,90 | 10,13 | 4,24  | 3,95  | 3,29  | 2,15 | 0,84 | 0,30 | 0,23 | 4 726 408 |

## Resultados por Círculos Eleitorais

### Açores
| Candidato               | Candidato                | Votos   | %               |
| ----------------------- | ------------------------ | ------- | --------------- |
|                         | Marcelo Rebelo de Sousa  | 39 811  | 58,07 / 100,00  |
|                         | António Sampaio da Nóvoa | 14 768  | 21,54 / 100,00  |
|                         | Marisa Matias            | 6 073   | 8,86 / 100,00   |
|                         | Maria de Belém Roseira   | 3 041   | 4,44 / 100,00   |
|                         | Vitorino Silva           | 1 522   | 2,22 / 100,00   |
|                         | Paulo de Morais          | 1 457   | 2,13 / 100,00   |
|                         | Edgar Silva              | 907     | 1,32 / 100,00   |
|                         | Henrique Neto            | 577     | 0,84 / 100,00   |
|                         | Jorge Sequeira           | 212     | 0,31 / 100,00   |
|                         | Cândido Ferreira         | 190     | 0,28 / 100,00   |
| Votos Inválidos         | Votos Inválidos          | 1 964   | 2,78 / 100,00   |
| Total                   | Total                    | 70 522  | 100,00 / 100,00 |
| Eleitorado/Participação | Eleitorado/Participação  | 228 087 | 30,92 / 100,00  |

### Aveiro
| Candidato               | Candidato                | Votos   | %               |
| ----------------------- | ------------------------ | ------- | --------------- |
|                         | Marcelo Rebelo de Sousa  | 189 380 | 59,42 / 100,00  |
|                         | António Sampaio da Nóvoa | 59 149  | 18,56 / 100,00  |
|                         | Marisa Matias            | 29 392  | 9,22 / 100,00   |
|                         | Maria de Belém Roseira   | 12 996  | 4,08 / 100,00   |
|                         | Vitorino Silva           | 12 296  | 3,86 / 100,00   |
|                         | Paulo de Morais          | 6 372   | 2,00 / 100,00   |
|                         | Edgar Silva              | 5 029   | 1,58 / 100,00   |
|                         | Henrique Neto            | 2 397   | 0,75 / 100,00   |
|                         | Jorge Sequeira           | 983     | 0,31 / 100,00   |
|                         | Cândido Ferreira         | 708     | 0,22 / 100,00   |
| Votos Inválidos         | Votos Inválidos          | 7 273   | 2,23 / 100,00   |
| Total                   | Total                    | 325 975 | 100,00 / 100,00 |
| Eleitorado/Participação | Eleitorado/Participação  | 653 469 | 49,88 / 100,00  |

### Beja
| Candidato               | Candidato                | Votos   | %               |
| ----------------------- | ------------------------ | ------- | --------------- |
|                         | Marcelo Rebelo de Sousa  | 18 911  | 31,71 / 100,00  |
|                         | António Sampaio da Nóvoa | 18 770  | 31,47 / 100,00  |
|                         | Edgar Silva              | 9 290   | 15,58 / 100,00  |
|                         | Marisa Matias            | 6 741   | 11,30 / 100,00  |
|                         | Maria de Belém Roseira   | 3 046   | 5,11 / 100,00   |
|                         | Vitorino Silva           | 1 534   | 2,27 / 100,00   |
|                         | Paulo de Morais          | 724     | 1,21 / 100,00   |
|                         | Henrique Neto            | 412     | 0,69 / 100,00   |
|                         | Cândido Ferreira         | 209     | 0,35 / 100,00   |
|                         | Jorge Sequeira           | 189     | 0,32 / 100,00   |
| Votos Inválidos         | Votos Inválidos          | 1 279   | 2,10 / 100,00   |
| Total                   | Total                    | 60 925  | 100,00 / 100,00 |
| Eleitorado/Participação | Eleitorado/Participação  | 128 628 | 47,37 / 100,00  |

### Braga
| Candidato               | Candidato                | Votos   | %               |
| ----------------------- | ------------------------ | ------- | --------------- |
|                         | Marcelo Rebelo de Sousa  | 244 205 | 58,96 / 100,00  |
|                         | António Sampaio da Nóvoa | 82 976  | 20,03 / 100,00  |
|                         | Marisa Matias            | 34 686  | 8,37 / 100,00   |
|                         | Maria de Belém Roseira   | 16 318  | 3,94 / 100,00   |
|                         | Vitorino Silva           | 14 951  | 3,61 / 100,00   |
|                         | Edgar Silva              | 7 676   | 1,85 / 100,00   |
|                         | Paulo de Morais          | 7 210   | 1,74 / 100,00   |
|                         | Henrique Neto            | 3 234   | 0,78 / 100,00   |
|                         | Jorge Sequeira           | 2 071   | 0,50 / 100,00   |
|                         | Cândido Ferreira         | 866     | 0,21 / 100,00   |
| Votos Inválidos         | Votos Inválidos          | 7 889   | 1,87 / 100,00   |
| Total                   | Total                    | 422 082 | 100,00 / 100,00 |
| Eleitorado/Participação | Eleitorado/Participação  | 788 483 | 53,53 / 100,00  |

### Bragança
| Candidato               | Candidato                | Votos   | %               |
| ----------------------- | ------------------------ | ------- | --------------- |
|                         | Marcelo Rebelo de Sousa  | 36 173  | 61,91 / 100,00  |
|                         | António Sampaio da Nóvoa | 11 484  | 19,65 / 100,00  |
|                         | Marisa Matias            | 4 253   | 7,28 / 100,00   |
|                         | Maria de Belém Roseira   | 2 688   | 4,60 / 100,00   |
|                         | Vitorino Silva           | 1 582   | 2,71 / 100,00   |
|                         | Paulo de Morais          | 783     | 1,34 / 100,00   |
|                         | Edgar Silva              | 701     | 1,20 / 100,00   |
|                         | Henrique Neto            | 452     | 0,77 / 100,00   |
|                         | Cândido Ferreira         | 161     | 0,28 / 100,00   |
|                         | Jorge Sequeira           | 152     | 0,26 / 100,00   |
| Votos Inválidos         | Votos Inválidos          | 1 257   | 2,10 / 100,00   |
| Total                   | Total                    | 59 686  | 100,00 / 100,00 |
| Eleitorado/Participação | Eleitorado/Participação  | 147 514 | 40,46 / 100,00  |

### Castelo Branco
| Candidato               | Candidato                | Votos   | %               |
| ----------------------- | ------------------------ | ------- | --------------- |
|                         | Marcelo Rebelo de Sousa  | 44 199  | 50,14 / 100,00  |
|                         | António Sampaio da Nóvoa | 22 924  | 26,01 / 100,00  |
|                         | Marisa Matias            | 9 358   | 10,62 / 100,00  |
|                         | Maria de Belém Roseira   | 4 565   | 5,18 / 100,00   |
|                         | Vitorino Silva           | 2 338   | 2,65 / 100,00   |
|                         | Edgar Silva              | 2 013   | 2,28 / 100,00   |
|                         | Paulo de Morais          | 1 524   | 1,73 / 100,00   |
|                         | Henrique Neto            | 737     | 0,84 / 100,00   |
|                         | Cândido Ferreira         | 268     | 0,30 / 100,00   |
|                         | Jorge Sequeira           | 217     | 0,25 / 100,00   |
| Votos Inválidos         | Votos Inválidos          | 2 242   | 2,48 / 100,00   |
| Total                   | Total                    | 90 385  | 100,00 / 100,00 |
| Eleitorado/Participação | Eleitorado/Participação  | 180 554 | 50,06 / 100,00  |

### Coimbra
| Candidato               | Candidato                | Votos   | %               |
| ----------------------- | ------------------------ | ------- | --------------- |
|                         | Marcelo Rebelo de Sousa  | 94 184  | 50,19 / 100,00  |
|                         | António Sampaio da Nóvoa | 43 577  | 23,22 / 100,00  |
|                         | Marisa Matias            | 26 101  | 13,91 / 100,00  |
|                         | Maria de Belém Roseira   | 8 561   | 4,56 / 100,00   |
|                         | Vitorino Silva           | 4 973   | 2,65 / 100,00   |
|                         | Edgar Silva              | 4 186   | 2,23 / 100,00   |
|                         | Paulo de Morais          | 3 577   | 1,91 / 100,00   |
|                         | Henrique Neto            | 1 440   | 0,77 / 100,00   |
|                         | Cândido Ferreira         | 703     | 0,37 / 100,00   |
|                         | Jorge Sequeira           | 362     | 0,19 / 100,00   |
| Votos Inválidos         | Votos Inválidos          | 4 507   | 2,34 / 100,00   |
| Total                   | Total                    | 192 171 | 100,00 / 100,00 |
| Eleitorado/Participação | Eleitorado/Participação  | 390 475 | 49,21 / 100,00  |

### Évora
| Candidato               | Candidato                | Votos   | %               |
| ----------------------- | ------------------------ | ------- | --------------- |
|                         | Marcelo Rebelo de Sousa  | 27 281  | 38,61 / 100,00  |
|                         | António Sampaio da Nóvoa | 21 405  | 30,30 / 100,00  |
|                         | Edgar Silva              | 8 137   | 11,52 / 100,00  |
|                         | Marisa Matias            | 7 609   | 10,77 / 100,00  |
|                         | Maria de Belém Roseira   | 2 908   | 4,12 / 100,00   |
|                         | Vitorino Silva           | 1 492   | 2,11 / 100,00   |
|                         | Paulo de Morais          | 1 032   | 1,46 / 100,00   |
|                         | Henrique Neto            | 421     | 0,60 / 100,00   |
|                         | Jorge Sequeira           | 186     | 0,26 / 100,00   |
|                         | Cândido Ferreira         | 181     | 0,26 / 100,00   |
| Votos Inválidos         | Votos Inválidos          | 1 435   | 1,99 / 100,00   |
| Total                   | Total                    | 72 087  | 100,00 / 100,00 |
| Eleitorado/Participação | Eleitorado/Participação  | 141 089 | 51,09 / 100,00  |

### Faro
| Candidato               | Candidato                | Votos   | %               |
| ----------------------- | ------------------------ | ------- | --------------- |
|                         | Marcelo Rebelo de Sousa  | 76 560  | 47,62 / 100,00  |
|                         | António Sampaio da Nóvoa | 38 311  | 23,83 / 100,00  |
|                         | Marisa Matias            | 22 155  | 13,78 / 100,00  |
|                         | Maria de Belém Roseira   | 7 071   | 4,40 / 100,00   |
|                         | Edgar Silva              | 5 710   | 3,55 / 100,00   |
|                         | Paulo de Morais          | 4 767   | 2,96 / 100,00   |
|                         | Vitorino Silva           | 4 290   | 2,67 / 100,00   |
|                         | Henrique Neto            | 1 144   | 0,71 / 100,00   |
|                         | Cândido Ferreira         | 392     | 0,24 / 100,00   |
|                         | Jorge Sequeira           | 379     | 0,24 / 100,00   |
| Votos Inválidos         | Votos Inválidos          | 3 890   | 2,37 / 100,00   |
| Total                   | Total                    | 164 669 | 100,00 / 100,00 |
| Eleitorado/Participação | Eleitorado/Participação  | 371 330 | 44,35 / 100,00  |

### Guarda
| Candidato               | Candidato                | Votos   | %               |
| ----------------------- | ------------------------ | ------- | --------------- |
|                         | Marcelo Rebelo de Sousa  | 42 087  | 58,53 / 100,00  |
|                         | António Sampaio da Nóvoa | 15 549  | 21,62 / 100,00  |
|                         | Marisa Matias            | 6 316   | 8,78 / 100,00   |
|                         | Maria de Belém Roseira   | 3 096   | 4,31 / 100,00   |
|                         | Vitorino Silva           | 2 108   | 2,93 / 100,00   |
|                         | Edgar Silva              | 1 006   | 1,40 / 100,00   |
|                         | Paulo de Morais          | 882     | 1,23 / 100,00   |
|                         | Henrique Neto            | 482     | 0,67 / 100,00   |
|                         | Cândido Ferreira         | 198     | 0,28 / 100,00   |
|                         | Jorge Sequeira           | 180     | 0,25 / 100,00   |
| Votos Inválidos         | Votos Inválidos          | 1 837   | 2,49 / 100,00   |
| Total                   | Total                    | 73 741  | 100,00 / 100,00 |
| Eleitorado/Participação | Eleitorado/Participação  | 163 257 | 45,17 / 100,00  |

### Leiria
| Candidato               | Candidato                | Votos   | %               |
| ----------------------- | ------------------------ | ------- | --------------- |
|                         | Marcelo Rebelo de Sousa  | 126 494 | 61,07 / 100,00  |
|                         | António Sampaio da Nóvoa | 35 253  | 17,02 / 100,00  |
|                         | Marisa Matias            | 19 630  | 9,48 / 100,00   |
|                         | Maria de Belém Roseira   | 6 540   | 3,16 / 100,00   |
|                         | Vitorino Silva           | 6 142   | 2,97 / 100,00   |
|                         | Edgar Silva              | 4 169   | 2,01 / 100,00   |
|                         | Paulo de Morais          | 4 110   | 1,98 / 100,00   |
|                         | Henrique Neto            | 3 401   | 1,64 / 100,00   |
|                         | Cândido Ferreira         | 966     | 0,47 / 100,00   |
|                         | Jorge Sequeira           | 425     | 0,21 / 100,00   |
| Votos Inválidos         | Votos Inválidos          | 5 553   | 2,61 / 100,00   |
| Total                   | Total                    | 212 683 | 100,00 / 100,00 |
| Eleitorado/Participação | Eleitorado/Participação  | 423 811 | 50,18 / 100,00  |

### Lisboa
| Candidato               | Candidato                | Votos     | %               |
| ----------------------- | ------------------------ | --------- | --------------- |
|                         | Marcelo Rebelo de Sousa  | 496 372   | 49,77 / 100,00  |
|                         | António Sampaio da Nóvoa | 257 593   | 25,83 / 100,00  |
|                         | Marisa Matias            | 100 125   | 10,04 / 100,00  |
|                         | Maria de Belém Roseira   | 44 743    | 4,49 / 100,00   |
|                         | Edgar Silva              | 39 919    | 4,00 / 100,00   |
|                         | Paulo de Morais          | 23 444    | 2,35 / 100,00   |
|                         | Vitorino Silva           | 21 302    | 2,14 / 100,00   |
|                         | Henrique Neto            | 10 207    | 1,02 / 100,00   |
|                         | Jorge Sequeira           | 2 062     | 0,21 / 100,00   |
|                         | Cândido Ferreira         | 1 517     | 0,15 / 100,00   |
| Votos Inválidos         | Votos Inválidos          | 22 524    | 2,21 / 100,00   |
| Total                   | Total                    | 1 019 808 | 100,00 / 100,00 |
| Eleitorado/Participação | Eleitorado/Participação  | 1 901 492 | 53,63 / 100,00  |

### Madeira
| Candidato               | Candidato                | Votos   | %               |
| ----------------------- | ------------------------ | ------- | --------------- |
|                         | Marcelo Rebelo de Sousa  | 58 423  | 51,35 / 100,00  |
|                         | Edgar Silva              | 22 414  | 19,70 / 100,00  |
|                         | António Sampaio da Nóvoa | 12 825  | 11,27 / 100,00  |
|                         | Marisa Matias            | 11 448  | 10,06 / 100,00  |
|                         | Maria de Belém Roseira   | 3 157   | 2,78 / 100,00   |
|                         | Paulo de Morais          | 2 699   | 2,37 / 100,00   |
|                         | Vitorino Silva           | 1 044   | 0,92 / 100,00   |
|                         | Henrique Neto            | 884     | 0,78 / 100,00   |
|                         | Jorge Sequeira           | 498     | 0,44 / 100,00   |
|                         | Cândido Ferreira         | 372     | 0,33 / 100,00   |
| Votos Inválidos         | Votos Inválidos          | 2 753   | 2,36 / 100,00   |
| Total                   | Total                    | 116 517 | 100,00 / 100,00 |
| Eleitorado/Participação | Eleitorado/Participação  | 256 058 | 45,50 / 100,00  |

### Portalegre
| Candidato               | Candidato                | Votos   | %               |
| ----------------------- | ------------------------ | ------- | --------------- |
|                         | Marcelo Rebelo de Sousa  | 20 945  | 42,88 / 100,00  |
|                         | António Sampaio da Nóvoa | 14 934  | 30,57 / 100,00  |
|                         | Marisa Matias            | 4 910   | 10,05 / 100,00  |
|                         | Edgar Silva              | 3 484   | 7,13 / 100,00   |
|                         | Maria de Belém Roseira   | 2 208   | 4,52 / 100,00   |
|                         | Vitorino Silva           | 1 122   | 2,30 / 100,00   |
|                         | Paulo de Morais          | 582     | 1,19 / 100,00   |
|                         | Henrique Neto            | 285     | 0,58 / 100,00   |
|                         | Cândido Ferreira         | 261     | 0,53 / 100,00   |
|                         | Jorge Sequeira           | 113     | 0,23 / 100,00   |
| Votos Inválidos         | Votos Inválidos          | 1 016   | 2,04 / 100,00   |
| Total                   | Total                    | 49 860  | 100,00 / 100,00 |
| Eleitorado/Participação | Eleitorado/Participação  | 100 815 | 49,46 / 100,00  |

### Porto
| Candidato               | Candidato                | Votos     | %               |
| ----------------------- | ------------------------ | --------- | --------------- |
|                         | Marcelo Rebelo de Sousa  | 428 067   | 51,28 / 100,00  |
|                         | António Sampaio da Nóvoa | 181 698   | 21,76 / 100,00  |
|                         | Marisa Matias            | 85 334    | 10,22 / 100,00  |
|                         | Vitorino Silva           | 47 405    | 5,68 / 100,00   |
|                         | Maria de Belém Roseira   | 37 848    | 4,53 / 100,00   |
|                         | Paulo de Morais          | 22 365    | 2,68 / 100,00   |
|                         | Edgar Silva              | 20 817    | 2,49 / 100,00   |
|                         | Henrique Neto            | 6 273     | 0,75 / 100,00   |
|                         | Jorge Sequeira           | 3 490     | 0,42 / 100,00   |
|                         | Cândido Ferreira         | 1 529     | 0,18 / 100,00   |
| Votos Inválidos         | Votos Inválidos          | 16 982    | 2,00 / 100,00   |
| Total                   | Total                    | 851 808   | 100,00 / 100,00 |
| Eleitorado/Participação | Eleitorado/Participação  | 1 592 891 | 53,48 / 100,00  |

### Santarém
| Candidato               | Candidato                | Votos   | %               |
| ----------------------- | ------------------------ | ------- | --------------- |
|                         | Marcelo Rebelo de Sousa  | 100 119 | 51,11 / 100,00  |
|                         | António Sampaio da Nóvoa | 46 150  | 23,56 / 100,00  |
|                         | Marisa Matias            | 21 080  | 10,76 / 100,00  |
|                         | Maria de Belém Roseira   | 8 722   | 4,45 / 100,00   |
|                         | Edgar Silva              | 7 976   | 4,07 / 100,00   |
|                         | Vitorino Silva           | 5 873   | 3,00 / 100,00   |
|                         | Paulo de Morais          | 3 652   | 1,86 / 100,00   |
|                         | Henrique Neto            | 1 346   | 0,69 / 100,00   |
|                         | Cândido Ferreira         | 512     | 0,26 / 100,00   |
|                         | Jorge Sequeira           | 447     | 0,23 / 100,00   |
| Votos Inválidos         | Votos Inválidos          | 4 546   | 2,27 / 100,00   |
| Total                   | Total                    | 200 423 | 100,00 / 100,00 |
| Eleitorado/Participação | Eleitorado/Participação  | 392 531 | 51,06 / 100,00  |

### Setúbal
| Candidato               | Candidato                | Votos   | %               |
| ----------------------- | ------------------------ | ------- | --------------- |
|                         | Marcelo Rebelo de Sousa  | 135 300 | 37,89 / 100,00  |
|                         | António Sampaio da Nóvoa | 106 114 | 29,71 / 100,00  |
|                         | Marisa Matias            | 46 326  | 12,97 / 100,00  |
|                         | Edgar Silva              | 33 930  | 9,50 / 100,00   |
|                         | Maria de Belém Roseira   | 15 204  | 4,26 / 100,00   |
|                         | Vitorino Silva           | 8 292   | 2,32 / 100,00   |
|                         | Paulo de Morais          | 8 211   | 2,30 / 100,00   |
|                         | Henrique Neto            | 2 285   | 0,64 / 100,00   |
|                         | Jorge Sequeira           | 843     | 0,24 / 100,00   |
|                         | Cândido Ferreira         | 625     | 0,18 / 100,00   |
| Votos Inválidos         | Votos Inválidos          | 7 336   | 2,01 / 100,00   |
| Total                   | Total                    | 364 466 | 100,00 / 100,00 |
| Eleitorado/Participação | Eleitorado/Participação  | 726 468 | 50,17 / 100,00  |

### Viana do Castelo
| Candidato               | Candidato                | Votos   | %               |
| ----------------------- | ------------------------ | ------- | --------------- |
|                         | Marcelo Rebelo de Sousa  | 63 744  | 57,03 / 100,00  |
|                         | António Sampaio da Nóvoa | 25 613  | 22,92 / 100,00  |
|                         | Marisa Matias            | 8 540   | 7,64 / 100,00   |
|                         | Vitorino Silva           | 4 256   | 3,81 / 100,00   |
|                         | Maria de Belém Roseira   | 3 686   | 3,30 / 100,00   |
|                         | Paulo de Morais          | 2 663   | 2,38 / 100,00   |
|                         | Edgar Silva              | 1 769   | 1,58 / 100,00   |
|                         | Henrique Neto            | 894     | 0,80 / 100,00   |
|                         | Jorge Sequeira           | 328     | 0,29 / 100,00   |
|                         | Cândido Ferreira         | 275     | 0,25 / 100,00   |
| Votos Inválidos         | Votos Inválidos          | 2 402   | 2,10 / 100,00   |
| Total                   | Total                    | 114 170 | 100,00 / 100,00 |
| Eleitorado/Participação | Eleitorado/Participação  | 253 160 | 45,10 / 100,00  |

### Vila Real
| Candidato               | Candidato                | Votos   | %               |
| ----------------------- | ------------------------ | ------- | --------------- |
|                         | Marcelo Rebelo de Sousa  | 58 283  | 62,28 / 100,00  |
|                         | António Sampaio da Nóvoa | 18 638  | 19,92 / 100,00  |
|                         | Marisa Matias            | 6 343   | 6,78 / 100,00   |
|                         | Maria de Belém Roseira   | 3 739   | 4,00 / 100,00   |
|                         | Vitorino Silva           | 2 898   | 3,10 / 100,00   |
|                         | Edgar Silva              | 1 264   | 1,35 / 100,00   |
|                         | Paulo de Morais          | 1 213   | 1,30 / 100,00   |
|                         | Henrique Neto            | 760     | 0,81 / 100,00   |
|                         | Cândido Ferreira         | 230     | 0,25 / 100,00   |
|                         | Jorge Sequeira           | 213     | 0,23 / 100,00   |
| Votos Inválidos         | Votos Inválidos          | 1 785   | 1,88 / 100,00   |
| Total                   | Total                    | 95 366  | 100,00 / 100,00 |
| Eleitorado/Participação | Eleitorado/Participação  | 228 875 | 41,67 / 100,00  |

### Viseu
| Candidato               | Candidato                | Votos   | %               |
| ----------------------- | ------------------------ | ------- | --------------- |
|                         | Marcelo Rebelo de Sousa  | 103 394 | 62,57 / 100,00  |
|                         | António Sampaio da Nóvoa | 30 993  | 18,76 / 100,00  |
|                         | Marisa Matias            | 12 002  | 7,26 / 100,00   |
|                         | Vitorino Silva           | 6 705   | 4,06 / 100,00   |
|                         | Maria de Belém Roseira   | 5 974   | 3,62 / 100,00   |
|                         | Paulo de Morais          | 2 282   | 1,38 / 100,00   |
|                         | Edgar Silva              | 2 068   | 1,25 / 100,00   |
|                         | Henrique Neto            | 1 117   | 0,68 / 100,00   |
|                         | Jorge Sequeira           | 355     | 0,21 / 100,00   |
|                         | Cândido Ferreira         | 353     | 0,21 / 100,00   |
| Votos Inválidos         | Votos Inválidos          | 3 821   | 2,26 / 100,00   |
| Total                   | Total                    | 169 064 | 100,00 / 100,00 |
| Eleitorado/Participação | Eleitorado/Participação  | 370 967 | 45,57 / 100,00  |

### Estrangeiro
| Candidato               | Candidato                | Votos   | %               |
| ----------------------- | ------------------------ | ------- | --------------- |
|                         | Marcelo Rebelo de Sousa  | 7 993   | 57,30 / 100,00  |
|                         | António Sampaio da Nóvoa | 2 666   | 19,11 / 100,00  |
|                         | Marisa Matias            | 1 160   | 8,32 / 100,00   |
|                         | Maria de Belém Roseira   | 609     | 4,37 / 100,00   |
|                         | Edgar Silva              | 544     | 3,90 / 100,00   |
|                         | Paulo de Morais          | 459     | 3,29 / 100,00   |
|                         | Henrique Neto            | 234     | 1,68 / 100,00   |
|                         | Vitorino Silva           | 149     | 1,07 / 100,00   |
|                         | Jorge Sequeira           | 69      | 0,49 / 100,00   |
|                         | Cândido Ferreira         | 66      | 0,47 / 100,00   |
| Votos Inválidos         | Votos Inválidos          | 201     | 1,42 / 100,00   |
| Total                   | Total                    | 14 150  | 100,00 / 100,00 |
| Eleitorado/Participação | Eleitorado/Participação  | 301 463 | 4,69 / 100,00   |

| Eleições presidenciais portuguesas de 2016 Distritos: Aveiro \| Beja \| Braga \| Bragança \| Castelo Branco \| Coimbra \| Évora \| Faro \| Guarda \| Leiria \| Lisboa \| Portalegre \| Porto \| Santarém \| Setúbal \| Viana do Castelo \| Vila Real \| Viseu \| Açores \| Madeira \| Estrangeiro |